# Liste erfolgreicher Filme in den Vereinigten Staaten
Die Liste der erfolgreichsten Filme in den Vereinigten Staaten zeigt die zehn einnahmenstärksten Filme jedes Kinojahrgangs seit 1945. Es handelt sich mehrheitlich um amerikanische, gelegentlich aber auch um ausländische Produktionen. Alle Zahlen beziehen sich auf inländische Einnahmen.

## Bis 1940
| Jahr | Titel                                                                  | Verleih          | Herstellungskosten (US$) | Kinomieten (US$) | Gesamteinnahmen (US$) |
| ---- | ---------------------------------------------------------------------- | ---------------- | ------------------------ | ---------------- | --------------------- |
| 1915 | Die Geburt einer Nation (Birth of a Nation)                            | Epoch            | 100.000                  |                  | 9.283.673             |
| 1920 | Weit im Osten (Way Down East)                                          | United Artists   | 700.000                  |                  | 4.500.000             |
| 1921 | Die vier Reiter der Apokalypse (The Four Horsemen of the Apocalypse)   | Metro            | 800.000                  |                  |                       |
| 1923 | Die zehn Gebote (The Ten Commandments)                                 | Paramount        | 1.800.000                |                  |                       |
| 1925 | Die große Parade (The Big Parade)                                      | MGM              | 245.000                  | 5.120.791        | 5.000.000             |
| 1926 | Aloma, die Blume der Südsee (Aloma of the South Seas)                  | Paramount        |                          |                  | 3.000.000             |
| 1927 | Der Jazzsänger (The Jazz Singer)                                       | Warner Bros.     |                          |                  |                       |
| 1928 | The Singing Fool (The Singing Fool)                                    | 422.000          |                          | 3.000.000        |                       |
| 1929 | The Broadway Melody (The Broadway Melody)                              | MGM              | 379.000                  |                  | 2.808.000             |
| 1930 | Tom Sawyer (Tom Sawyer)                                                | Paramount        |                          |                  | 11.000.000            |
| 1930 | Höllenflieger (Hells Angels)                                           | United Artists   | 3.950.000                |                  |                       |
| 1931 | Frankenstein (Frankenstein)                                            | Universal        | 291.000                  |                  | 12.000.000            |
| 1933 | King Kong und die weiße Frau (King Kong)                               | RKO              | 670.000                  |                  | 1.700.000             |
| 1934 | Es geschah in einer Nacht (It Happened One Night)                      | Columbia         | 325.000                  | 2.000.000        |                       |
| 1935 | Ich tanz’ mich in dein Herz hinein (Top Hat)                           | RKO              | 609.000                  |                  | 1.782.000             |
| 1936 | How to Be a Detective (How to Be a Detective)                          | MGM              |                          |                  |                       |
| 1937 | Schneewittchen und die sieben Zwerge (Snow White and the Seven Dwarfs) | RKO              | 2.000.000                |                  | 41.634.000            |
| 1938 | The Dawn Patrol (The Dawn Patrol)                                      | Warner Bros.     |                          |                  |                       |
| 1938 | Lebenskünstler (You Can’t Take It With You)                            | Columbia         | 1.644.736                | 2.137.575        |                       |
| 1938 | Alexander’s Ragtime Band (Alexander’s Ragtime Band)                    | 20th Century Fox | 2.000.000                |                  |                       |
| 1939 | Vom Winde verweht (Gone With the Wind)                                 | MGM              | 3.900.000                | 77.641.106       | 169.257.611           |
| 1939 | Der Zauberer von Oz (The Wizard of Oz)                                 | MGM              | 2.777.000                | 4.544.851        | 9.907.775             |
| 1939 | Der Glöckner von Notre Dame (The Hunchback of Notre Dame)              | RKO              | 1.800.000                | 1.500.000        | 3.000.000             |
| 1939 | Jesse James, Mann ohne Gesetz (Jesse James)                            | 20th Century Fox | 1.600.000                | ca. 1.500.000    | 3.000.000             |
| 1939 | Mr. Smith geht nach Washington (Mr. Smith Goes to Washington)          | Columbia         | 1.500.000                | 1.500.000        | 3.000.000             |
| 1940 | Pinocchio (Pinocchio)                                                  | RKO              | 2.600.000                | 32.957.000       | 71.846.260            |
| 1940 | Fantasia (Fantasia)                                                    | RKO              | 2.280.000                | 28.660.000       | 62.478.800            |
| 1940 | Der Draufgänger (Boom Town)                                            | MGM              | 2.000.000                | 4.586.415        | 9.998.385             |
| 1940 | Rebecca (Rebecca)                                                      | United Artists   | 1.288.000                | 1.500.000        | 3.000.000             |
| 1940 | Land der Gottlosen (Santa Fe Trail)                                    | Warner Bros.     |                          | 1.500.000        | 3.000.000             |

## 1941‒1950
| Jahr | Titel                                                             | Verleih          | Herstellungskosten (US$) | Kinomieten (US$) | Gesamteinnahmen (US$) |
| ---- | ----------------------------------------------------------------- | ---------------- | ------------------------ | ---------------- | --------------------- |
| 1941 | Sergeant York (Sergeant York)                                     | Warner Bros.     |                          | 6.135.707        | 13.375.841            |
| 1941 | Dive Bomber (Dive Bomber)                                         | Warner Bros.     |                          | ca. 1.500.000    | 3.000.000             |
| 1941 | Ein toller Bursche (Honky Tonk)                                   | MGM              |                          | ca. 1.500.000    | 3.000.000             |
| 1941 | Die Nacht vor der Hochzeit (The Philadelphia Story)               | MGM              |                          | ca. 1.500.000    | 3.000.000             |
| 1941 | A Yank in the R.A.F. (A Yank in the R.A.F.)                       | 20th Century Fox |                          | ca. 1.500.000    | 3.000.000             |
| 1942 | Bambi (Bambi)                                                     | RKO              |                          | 47.265.000       | 103.037.700           |
| 1942 | Mrs. Miniver (Mrs. Miniver)                                       | MGM              |                          | 5.390.009        | 11.750.220            |
| 1942 | Yankee Doodle Dandy (Yankee Doodle Dandy)                         | Warner Bros.     |                          | 4.719.681        | 10.288.905            |
| 1942 | Gefundene Jahre (Random Harvest)                                  | MGM              |                          | 4.665.501        | 10.170.792            |
| 1942 | Casablanca (Casablanca)                                           | Warner Bros.     |                          | 4.145.178        | 9.036.488             |
| 1943 | This Is the Army (This is the Army)                               |                  |                          | 8.301.000        | 18.096.180            |
| 1943 | Wem die Stunde schlägt (For Whom the Bell Tolls)                  |                  | 2.000.000                | 7.100.000        | 15.478.000            |
| 1943 | Geächtet (The Outlaw)                                             |                  |                          | 5.075.000        | 11.063.500            |
| 1943 | Das Lied von Bernadette (The Song of Bernadette)                  |                  |                          | 5.000.000        | 10.900.000            |
| 1943 | Stage Door Canteen (Stage Door Canteen)                           |                  |                          | 4.339.532        | 9.460.180             |
| 1944 | Der Weg zum Glück (Going My Way)                                  |                  |                          | 6.500.000        | 14.170.000            |
| 1944 | Meet Me in St. Louis (Meet Me in St. Louis)                       |                  |                          | 5.132.202        | 11.188.200            |
| 1944 | Als du Abschied nahmst (Since You Went Away)                      |                  | 2.400.000                | 4.924.756        | 10.735.968            |
| 1944 | Dreißig Sekunden über Tokio (Thirty Seconds Over Tokyo)           |                  |                          | 4.471.080        | 9.746.954             |
| 1944 | The White Cliffs of Dover (The White Cliffs of Dover)             |                  |                          | 4.045.250        | 8.818.645             |
| 1945 | Falsche Scham (Mom and Dad)                                       | Hallmark         |                          | 16.000.000       |                       |
| 1945 | Die Glocken von St. Marien (The Bells of St. Mary’s)              | RKO              |                          | 8.000.000        |                       |
| 1945 | Todsünde (Leave Her to Heaven)                                    | 20th Century Fox |                          | 5.505.000        |                       |
| 1945 | Ich kämpfe um dich (Spellbound)                                   | United Artists   |                          | 4.971.000        |                       |
| 1945 | Urlaub in Hollywood (Anchors Aweigh)                              | MGM              |                          | 4.779.000        |                       |
| 1945 | Die Entscheidung (The Valley of Decision)                         | MGM              |                          | 4.567.000        |                       |
| 1945 | Weekend im Waldorf (Week-End at the Waldorf)                      | MGM              |                          | 4.366.000        |                       |
| 1945 | Flitterwochen zu dritt (Thrill of a Romance)                      | MGM              |                          | 4.338.000        |                       |
| 1945 | Das verlorene Wochenende (The Lost Weekend)                       | Paramount        |                          | 4.300.000        |                       |
| 1945 | Spiel mit dem Schicksal (Saratoga Trunk)                          | Warner Bros.     |                          | 4.250.000        |                       |
| 1946 | Onkel Remus’ Wunderland (Song of the South)                       | Disney/RKO       |                          | 29.229.000       |                       |
| 1946 | Die besten Jahre unseres Lebens (The Best Years of Our Lives)     | RKO              |                          | 11.300.000       |                       |
| 1946 | Duell in der Sonne (Duel In the Sun)                              | Selznick         |                          | 11.300.000       |                       |
| 1946 | Der Jazzsänger (The Jolson Story)                                 | Columbia         |                          | 7.600.000        |                       |
| 1946 | Blau ist der Himmel (Blue Skies)                                  | Paramount        |                          | 5.700.000        |                       |
| 1946 | Die Wildnis ruft (The Yearling)                                   | MGM              |                          | 5.568.000        |                       |
| 1946 | Auf Messers Schneide (The Razor’s Edge)                           | 20th Century Fox |                          | 5.000.000        |                       |
| 1946 | Berüchtigt (Notorious)                                            | RKO              |                          | 4.800.000        |                       |
| 1946 | Bis die Wolken vorüberziehen (Till the Clouds Roll By)            | MGM              |                          | 4.762.000        |                       |
| 1946 | Der Weg nach Utopia (Road to Utopia)                              | Paramount        |                          | 4.500.000        |                       |
| 1947 | Mit Gesang geht alles besser (Welcome Stranger)                   | Paramount        |                          | 6.100.000        |                       |
| 1947 | So einfach ist die Liebe nicht (The Bachelor and the Bobby-Soxer) | RKO              |                          | 5.500.000        |                       |
| 1947 | Das Ei und ich (The Egg and I)                                    | Universal        |                          | 5.500.000        |                       |
| 1947 | Die Unbesiegten (Unconquered)                                     | Paramount        |                          | 5.250.000        |                       |
| 1947 | Unser Leben mit Vater (Life With Father)                          | Warner Bros.     |                          | 5.057.000        |                       |
| 1947 | Amber, die große Kurtisane (Forever Amber)                        | 20th Century Fox |                          | 5.000.000        |                       |
| 1947 | Der Weg nach Rio (Road to Rio)                                    | Paramount        |                          | 4.500.000        |                       |
| 1947 | Taifun (Green Dolphin Street)                                     | MGM              |                          | 4.384.000        |                       |
| 1947 | Es begann in Schneiders Opernhaus (Mother Wore Tights)            | 20th Century Fox |                          | 4.100.000        |                       |
| 1947 | Liebe in Fesseln (Cass Timberlane)                                | MGM              |                          | 3.983.000        |                       |
| 1948 | Die roten Schuhe (The Red Shoes)                                  | Eagle-Lion       |                          | 5.000.000        |                       |
| 1948 | Red River (Red River)                                             | United Artists   |                          | 4.507.000        |                       |
| 1948 | Sein Engel mit den zwei Pistolen (The Paleface)                   | Paramount        |                          | 4.500.000        |                       |
| 1948 | Die drei Musketiere (The Three Musketeers)                        | MGM              |                          | 4.307.000        |                       |
| 1948 | Osterspaziergang (Easter Parade)                                  | MGM              |                          | 4.190.000        |                       |
| 1948 | Schweigende Lippen (Johnny Belinda)                               | Warner Bros.     |                          | 4.100.000        |                       |
| 1948 | Johanna von Orleans (Joan of Arc)                                 | RKO              |                          | 4.100.000        |                       |
| 1948 | Die Schlangengrube (The Snake Pit)                                | 20th Century Fox |                          | 4.100.000        |                       |
| 1948 | Ich küsse Ihre Hand, Madame (The Emperor Waltz)                   | Paramount        |                          | 4.000.000        |                       |
| 1948 | Wirbel um Judy (A Date with Judy)                                 | MGM              |                          | 3.700.000        |                       |
| 1949 | Samson und Delilah (Samson and Delilah)                           | Paramount        |                          | 11.500.000       |                       |
| 1949 | Kesselschlacht (Battleground)                                     | MGM              |                          | 5.051.000        |                       |
| 1949 | Jolson Sings Again (Jolson Sings Again)                           | Columbia         |                          | 5.000.000        |                       |
| 1949 | Du warst unser Kamerad (Sands of Iwo Jima)                        | Republic         |                          | 5.000.000        |                       |
| 1949 | Ich war eine männliche Kriegsbraut (I Was a Male War Bride)       | 20th Century Fox |                          | 4.100.000        |                       |
| 1949 | The Stratton Story (The Stratton Story)                           | MGM              |                          | 4.025.000        |                       |
| 1949 | Pinky (Pinky)                                                     | 20th Century Fox |                          | 3.800.000        |                       |
| 1949 | Herr Belvedere kann alles besser (Mr. Belvedere Goes to College)  | 20th Century Fox |                          | 3.700.000        |                       |
| 1949 | Kleine tapfere Jo (Little Women)                                  | MGM              |                          | 3.600.000        |                       |
| 1949 | Neptuns Tochter (Neptune’s Daughter)                              | MGM              |                          | 3.500.000        |                       |
| 1950 | Cinderella (Cinderella)                                           | Disney/RKO       |                          | 41.087.000       |                       |
| 1950 | König Salomons Diamanten (King Solomon’s Mines)                   | MGM              |                          | 5.586.000        |                       |
| 1950 | Duell in der Manege (Annie Get Your Gun)                          | MGM              |                          | 4.919.000        |                       |
| 1950 | Im Dutzend billiger (Cheaper By the Dozen)                        | 20th Century Fox |                          | 4.425.000        |                       |
| 1950 | Die ist nicht von gestern (Born Yesterday)                        | Columbia         |                          | 4.115.000        |                       |
| 1950 | Vater der Braut (Father of the Bride)                             | MGM              |                          | 4.054.000        |                       |
| 1950 | Der gebrochene Pfeil (Broken Arrow)                               | 20th Century Fox |                          | 3.600.000        |                       |
| 1950 | Krach mit der Kompanie (At War With the Army)                     | Paramount        |                          | 3.300.000        |                       |
| 1950 | Alles über Eva (All About Eve)                                    | 20th Century Fox |                          | 3.100.000        |                       |
| 1950 | Der Rebell (The Flame and the Arrow)                              | Warner Bros.     |                          | 3.000.000        |                       |
| 1950 | Francis, ein Esel – Herr General (Francis)                        | Universal        |                          | 3.000.000        |                       |

## 1951‒1960
| Jahr | Titel                                                                      | Verleih             | Herstellungskosten (US$) | Kinomieten (US$) | Gesamteinnahmen (US$) |
| ---- | -------------------------------------------------------------------------- | ------------------- | ------------------------ | ---------------- | --------------------- |
| 1951 | Quo Vadis? (Quo Vadis)                                                     | MGM                 |                          | 11.902.000       |                       |
| 1951 | Alice im Wunderland (Alice in Wonderland)                                  | Disney/RKO          |                          | 7.196.000        |                       |
| 1951 | Mississippi-Melodie (Show Boat)                                            | MGM                 |                          | 5.533.000        |                       |
| 1951 | Endstation Sehnsucht (A Streetcar Named Desire)                            | Warner Bros.        |                          | 4.800.000        |                       |
| 1951 | David und Bathseba (David and Bathsheba)                                   | 20th Century Fox    |                          | 4.720.000        |                       |
| 1951 | Der große Caruso (The Great Caruso)                                        | MGM                 |                          | 4.531.000        |                       |
| 1951 | African Queen (The African Queen)                                          | United Artists      |                          | 4.300.000        |                       |
| 1951 | Ein Amerikaner in Paris (An American in Paris)                             | MGM                 |                          | 4.213.000        |                       |
| 1951 | That’s My Boy (That’s My Boy)                                              | Paramount           |                          | 3.800.000        |                       |
| 1951 | Der Fremde im Zug (Strangers on a Train)                                   | Warner Bros.        |                          | 3.500.000        |                       |
| 1952 | Das ist Cinerama (This Is Cinerama)                                        | Cinerama            |                          | 15.400.000       |                       |
| 1952 | Die größte Schau der Welt (The Greatest Show on Earth)                     | Paramount           |                          | 14.000.000       |                       |
| 1952 | Schnee am Kilimandscharo (The Snows of Kilimanjaro)                        | 20th Century Fox    |                          | 6.500.000        |                       |
| 1952 | Ivanhoe – Der schwarze Ritter (Ivanhoe)                                    | MGM                 |                          | 6.258.000        |                       |
| 1952 | Hans Christian Andersen und die Tänzerin (Hans Christian Andersen)         | RKO                 |                          | 6.000.000        |                       |
| 1952 | Seemann paß auf (Sailor Beware)                                            | Paramount           |                          | 4.300.000        |                       |
| 1952 | Moulin Rouge (Moulin Rouge)                                                | United Artists      |                          | 4.252.000        |                       |
| 1952 | Du sollst mein Glücksstern sein (Singin’ in the Rain)                      | MGM                 |                          | 4.221.000        |                       |
| 1952 | Schrecken der Division (Jumping Jacks)                                     | Paramount           |                          | 4.000.000        |                       |
| 1952 | Der Sieger (The Quiet Man)                                                 | Republic            |                          | 3.800.000        |                       |
| 1953 | Peter Pan (Peter Pan)                                                      | Disney/RKO          |                          | 37.584.000       |                       |
| 1953 | Das Gewand (The Robe)                                                      | 20th Century Fox    |                          | 17.500.000       |                       |
| 1953 | Verdammt in alle Ewigkeit (From Here to Eternity)                          | Columbia            |                          | 12.200.000       |                       |
| 1953 | Das Kabinett des Professor Bondi (House of Wax)                            | Warner Bros.        |                          | 9.500.000        |                       |
| 1953 | Mein großer Freund Shane (Shane)                                           | Paramount           |                          | 9.000.000        |                       |
| 1953 | Die Glenn Miller Story (The Glenn Miller Story)                            | Universal           |                          | 7.591.000        |                       |
| 1953 | Wie angelt man sich einen Millionär? (How to Marry a Millionaire)          | 20th Century Fox    |                          | 7.300.000        |                       |
| 1953 | Blondinen bevorzugt (Gentlemen Prefer Blondes)                             | 20th Century Fox    |                          | 5.100.000        |                       |
| 1953 | Die Ritter der Tafelrunde (Knights of the Round Table)                     | MGM                 |                          | 4.864.000        |                       |
| 1953 | Salome                                                                     | Columbia            |                          | 4.750.000        |                       |
| 1954 | Weiße Weihnachten (White Christmas)                                        | Paramount           |                          | 12.000.000       |                       |
| 1954 | 20.000 Meilen unter dem Meer (20,000 Leagues Under the Sea)                | Disney/RKO          |                          | 11.267.000       |                       |
| 1954 | Das Fenster zum Hof (Rear Window)                                          | Paramount/Universal |                          | 9.812.000        |                       |
| 1954 | Die Caine war ihr Schicksal (The Caine Mutiny)                             | Columbia            |                          | 8.700.000        |                       |
| 1954 | Ein Mädchen vom Lande (The Country Girl)                                   | Paramount           |                          | 6.500.000        |                       |
| 1954 | Eine Braut für sieben Brüder (Seven Brides for Seven Brothers)             | MGM                 |                          | 6.298.000        |                       |
| 1954 | Ein neuer Stern am Himmel (A Star Is Born)                                 | Warner Bros.        |                          | 6.100.000        |                       |
| 1954 | Es wird immer wieder Tag (The High and the Mighty)                         | Warner Bros.        |                          | 6.100.000        |                       |
| 1954 | Die wunderbare Macht (Magnificent Obsession)                               | Universal           |                          | 5.200.000        |                       |
| 1954 | Rhythmus im Blut (There’s No Business Like Show-Business)                  | 20th Century Fox    |                          | 5.000.000        |                       |
| 1954 | Drei Münzen im Brunnen (Three Coins in the Fountain)                       | 20th Century Fox    |                          | 5.000.000        |                       |
| 1955 | Susi und Strolch (Lady and the Tramp)                                      | Disney              |                          | 40.249.000       |                       |
| 1955 | Cinerama Holiday (Cinerama Holiday)                                        | Cinerama            |                          | 12.000.000       |                       |
| 1955 | Keine Zeit für Heldentum (Mister Roberts)                                  | Warner Bros.        |                          | 8.500.000        |                       |
| 1955 | Urlaub bis zum Wecken (Battle Cry)                                         | Warner Bros.        |                          | 8.100.000        |                       |
| 1955 | Oklahoma! (Oklahoma)                                                       | Magna/RKO           |                          | 7.100.000        |                       |
| 1955 | Schwere Jungs – leichte Mädchen (Guys and Dolls)                           | MGM                 |                          | 6.875.000        |                       |
| 1955 | Picknick (Picnic)                                                          | Columbia            |                          | 6.350.000        |                       |
| 1955 | … und nicht als ein Fremder (Not As a Stranger)                            | United Artists      |                          | 6.176.000        |                       |
| 1955 | Und morgen werd’ ich weinen (I’ll Cry Tomorrow)                            | MGM                 |                          | 6.004.000        |                       |
| 1955 | Der Seefuchs (The Sea Chase)                                               | Warner Bros.        |                          | 6.000.000        |                       |
| 1955 | Das verflixte 7. Jahr (The Seven Year Itch)                                | 20th Century Fox    |                          | 6.000.000        |                       |
| 1955 | In geheimer Kommandosache (Strategic Air Command)                          | Paramount           |                          | 6.000.000        |                       |
| 1956 | Die zehn Gebote (The Ten Commandments)                                     | Paramount           |                          | 43.000.000       |                       |
| 1956 | In 80 Tagen um die Welt (Around the World in 80 Days)                      | United Artists      |                          | 23.120.000       |                       |
| 1956 | Giganten (Giant)                                                           | Warner Bros.        |                          | 14.000.000       |                       |
| 1956 | Die sieben Weltwunder (Seven Wonders of the World)                         | Cinerama            |                          | 12.500.000       |                       |
| 1956 | Der König und ich (The King and I)                                         | 20th Century Fox    |                          | 8.500.000        |                       |
| 1956 | Trapez (Trapeze)                                                           | United Artists      |                          | 7.269.000        |                       |
| 1956 | Krieg und Frieden (War and Peace)                                          | Paramount           |                          | 6.250.000        |                       |
| 1956 | Die oberen Zehntausend (High Society)                                      | MGM                 |                          | 5.878.000        |                       |
| 1956 | Das kleine Teehaus (Teahouse of the August Moon)                           | MGM                 |                          | 5.712.000        |                       |
| 1956 | Geliebt in alle Ewigkeit (The Eddy Duchin Story)                           | Columbia            |                          | 5.300.000        |                       |
| 1957 | Die Brücke am Kwai (Bridge on the River Kwai)                              | Columbia            |                          | 17.195.000       |                       |
| 1957 | Glut unter der Asche (Peyton Place)                                        | 20th Century Fox    |                          | 11.500.000       |                       |
| 1957 | Sayonara (Sayonara)                                                        | Warner Bros.        |                          | 10.500.000       |                       |
| 1957 | Sein Freund Jello (Old Yeller)                                             | Disney              |                          | 10.050.000       |                       |
| 1957 | Das Land des Regenbaums (Raintree County)                                  | MGM                 |                          | 5.963.000        |                       |
| 1957 | In einem anderen Land (A Farewell to Arms)                                 | 20th Century Fox    |                          | 5.000.000        |                       |
| 1957 | Heiße Erde (Island In the Sun)                                             | 20th Century Fox    |                          | 5.000.000        |                       |
| 1957 | Zwei rechnen ab (Gunfight at the O.K. Corral)                              | Paramount           |                          | 4.700.000        |                       |
| 1957 | Pal Joey (Pal Joey)                                                        | Columbia            |                          | 4.700.000        |                       |
| 1957 | Geh nicht zu nah ans Wasser (Don’t Go Near the Water)                      | MGM                 |                          | 4.700.000        |                       |
| 1958 | South Pacific                                                              | Magna/Fox           |                          | 17.500.000       |                       |
| 1958 | Die tolle Tante (Auntie Mame)                                              | Warner Bros.        |                          | 9.300.000        |                       |
| 1958 | Die Katze auf dem heißen Blechdach (Cat on a Hot Tin Roof)                 | MGM                 |                          | 8.785.000        |                       |
| 1958 | Blindgänger der Kompanie (No Time For Sergeants)                           | Warner Bros.        |                          | 7.500.000        |                       |
| 1958 | Gigi (Gigi)                                                                | MGM                 |                          | 7.321.000        |                       |
| 1958 | Sindbads siebente Reise (The Seventh Voyage of Sinbad)                     | Columbia            |                          | 6.500.000        |                       |
| 1958 | Die Wikinger (The Vikings)                                                 | United Artists      |                          | 6.283.000        |                       |
| 1958 | Vertigo – Aus dem Reich der Toten (Vertigo)                                | Paramount/Universal |                          | 5.306.000        |                       |
| 1958 | Die jungen Löwen (The Young Lions)                                         | 20th Century Fox    |                          | 4.480.000        |                       |
| 1958 | Verdammt sind sie alle (Some Came Running)                                 | MGM                 |                          | 4.442.000        |                       |
| 1959 | Ben Hur (Ben-Hur)                                                          | MGM                 |                          | 36.992.000       |                       |
| 1959 | Dornröschen (Sleeping Beauty)                                              | Disney              |                          | 21.998.000       |                       |
| 1959 | Der unheimliche Zotti (The Shaggy Dog)                                     | Disney              |                          | 12.317.000       |                       |
| 1959 | Unternehmen Petticoat (Operation Petticoat)                                | Universal           |                          | 9.322.000        |                       |
| 1959 | Das Geheimnis der verwunschenen Höhle (Darby O’Gill and the Little People) | Disney              |                          | 8.336.000        |                       |
| 1959 | Manche mögen’s heiß (Some Like It Hot)                                     | United Artists      |                          | 8.128.000        |                       |
| 1959 | Bettgeflüster (Pillow Talk)                                                | Universal           |                          | 7.670.000        |                       |
| 1959 | Der unsichtbare Dritte (North By Northwest)                                | MGM                 |                          | 6.703.000        |                       |
| 1959 | Solange es Menschen gibt (Imitation of Life)                               | Universal           |                          | 6.418.000        |                       |
| 1959 | Plötzlich im letzten Sommer (Suddenly, Last Summer)                        | Columbia            |                          | 6.375.000        |                       |
| 1960 | Dschungel der 1000 Gefahren (Swiss Family Robinson)                        | Disney              |                          | 20.178.000       |                       |
| 1960 | Psycho (Psycho)                                                            | Paramount/Universal |                          | 11.200.000       |                       |
| 1960 | Spartacus (Spartacus)                                                      | Universal           |                          | 11.100.000       |                       |
| 1960 | Exodus (Exodus)                                                            | United Artists      |                          | 8.332.000        |                       |
| 1960 | Alamo (The Alamo)                                                          | United Artists      |                          | 7.919.000        |                       |
| 1960 | Telefon Butterfield 8 (BUtterfield 8)                                      | MGM                 |                          | 7.552.000        |                       |
| 1960 | Die Welt der Suzie Wong (The World of Suize Wong)                          | Paramount           |                          | 7.500.000        |                       |
| 1960 | Das Appartement (The Apartment)                                            | United Artists      |                          | 6.680.000        |                       |
| 1960 | Frankie und seine Spießgesellen (Ocean’s Eleven)                           | Warner Bros.        |                          | 5.650.000        |                       |
| 1960 | Meisterschaft im Seitensprung (Please Don’t Eat the Daisies)               | MGM                 |                          | 5.369.000        |                       |

## 1961‒1970
| Jahr | Titel                                                                                             | Verleih                | Herstellungskosten (US$) | Kinomieten (US$) | Gesamteinnahmen (US$) |
| ---- | ------------------------------------------------------------------------------------------------- | ---------------------- | ------------------------ | ---------------- | --------------------- |
| 1961 | 101 Dalmatiner (101 Dalmatians)                                                                   | Disney                 |                          | 68.648.000       |                       |
| 1961 | West Side Story (West Side Story)                                                                 | United Artists         |                          | 19.646.000       |                       |
| 1961 | Die Kanonen von Navarone (The Guns of Navarone)                                                   | Columbia               |                          | 13.000.000       |                       |
| 1961 | El Cid (El Cid)                                                                                   | Allied Artists         |                          | 12.000.000       |                       |
| 1961 | Der fliegende Pauker (The Absent-Minded Professor)                                                | Disney                 |                          | 11.426.000       |                       |
| 1961 | Die Vermählung ihrer Eltern geben bekannt (The Parent Trap)                                       | Disney                 |                          | 11.322.000       |                       |
| 1961 | Das süße Leben (La Dolce Vita)                                                                    | Astor/AIP              |                          | 8.000.000        |                       |
| 1961 | Ein Pyjama für zwei (Lover Come Back)                                                             | Universal              |                          | 7.625.000        |                       |
| 1961 | König der Könige (King of Kings)                                                                  | MGM                    |                          | 6.520.000        |                       |
| 1961 | Bayou (Bayou/Poor White Trash)                                                                    | CDA/United Artists     |                          | 6.000.000        |                       |
| 1962 | Lawrence von Arabien (Lawrence of Arabia)                                                         | Columbia               |                          | 20.310.000       |                       |
| 1962 | Der längste Tag (The Longest Day)                                                                 | 20th Century Fox       |                          | 17.600.000       |                       |
| 1962 | Die Abenteuer des Kapitän Grant (In Search of the Castaways)                                      | Disney                 |                          | 9.975.000        |                       |
| 1962 | Music Man (The Music Man)                                                                         | Warner Bros.           |                          | 8.100.000        |                       |
| 1962 | Ein Hauch von Nerz (That Touch of Mink)                                                           | Universal              |                          | 7.942.000        |                       |
| 1962 | Meuterei auf der Bounty (Mutiny on the Bounty)                                                    | MGM                    |                          | 7.410.000        |                       |
| 1962 | Wer die Nachtigall stört (To Kill a Mockingbird)                                                  | Universal              |                          | 7.112.000        |                       |
| 1962 | Hatari! (Hatari!)                                                                                 | Paramount              |                          | 7.000.000        |                       |
| 1962 | Gypsy – Königin der Nacht (Gypsy)                                                                 | Warner Bros.           |                          | 6.000.000        |                       |
| 1962 | Champagner in Paris (Bon Voyage)                                                                  | Disney                 |                          | 5.000.000        |                       |
| 1963 | Cleopatra (Cleopatra)                                                                             | 20th Century Fox       |                          | 26.000.000       |                       |
| 1963 | Das war der Wilde Westen (How the West Was Won)                                                   | Cinerama/MGM           |                          | 20.933.000       |                       |
| 1963 | Eine total, total verrückte Welt (It’s a Mad, Mad, Mad, Mad World)                                | United Artists         |                          | 20.850.000       |                       |
| 1963 | Tom Jones – Zwischen Bett und Galgen (Tom Jones)                                                  | United Artists/Goldwyn |                          | 17.070.000       |                       |
| 1963 | Das Mädchen Irma la Douce (Irma La Douce)                                                         | United Artists         |                          | 11.922.000       |                       |
| 1963 | Die Hexe und der Zauberer (The Sword in the Stone)                                                | Disney                 |                          | 10.475.000       |                       |
| 1963 | Der Pauker kann’s nicht lassen (Son of Flubber)                                                   | Disney                 |                          | 10.450.000       |                       |
| 1963 | James Bond – 007 jagt Dr. No (Dr. No)                                                             | United Artists         |                          | 6.435.000        |                       |
| 1963 | Charade (Charade)                                                                                 | Universal              |                          | 6.363.000        |                       |
| 1963 | Bye Bye Birdie (Bye Bye Birdie)                                                                   | Columbia               |                          | 6.200.000        |                       |
| 1964 | Mary Poppins (Mary Poppins)                                                                       | Disney                 |                          | 45.000.000       |                       |
| 1964 | My Fair Lady (My Fair Lady)                                                                       | Warner Bros.           |                          | 34.000.000       |                       |
| 1964 | James Bond 007 – Goldfinger (Goldfinger)                                                          | United Artists         |                          | 22.998.000       |                       |
| 1964 | Die Unersättlichen (The Carpetbaggers)                                                            | Paramount              |                          | 15.500.000       |                       |
| 1964 | James Bond 007 – Liebesgrüße aus Moskau (From Russia With Love)                                   | United Artists         |                          | 9.924.000        |                       |
| 1964 | Ein Schuß im Dunkeln (A Shot in the Dark)                                                         | United Artists         |                          | 6.748.000        |                       |
| 1964 | Yeah! Yeah! Yeah! (A Hard Day’s Night)                                                            | United Artists         |                          | 6.165.000        |                       |
| 1964 | Goldgräber-Molly (The Unsinkable Molly Brown)                                                     | MGM                    |                          | 6.040.000        |                       |
| 1964 | Der rosarote Panther (The Pink Panther)                                                           | United Artists         |                          | 5.935.000        |                       |
| 1964 | Der große Wolf ruft (Father Goose)                                                                | Universal              |                          | 5.455.000        |                       |
| 1965 | Meine Lieder – meine Träume (The Sound of Music)                                                  | 20th Century Fox       |                          | 79.975.000       |                       |
| 1965 | Doktor Schiwago (Doctor Zhivago)                                                                  | MGM                    |                          | 60.954.000       |                       |
| 1965 | James Bond 007 – Feuerball (Thunderball)                                                          | United Artists         |                          | 28.621.000       |                       |
| 1965 | Die tollkühnen Männer in ihren fliegenden Kisten (Those Magnificent Men in Their Flying Machines) | 20th Century Fox       |                          | 14.000.000       |                       |
| 1965 | Alles für die Katz (That Darn Cat)                                                                | Disney                 |                          | 12.628.000       |                       |
| 1965 | Das große Rennen rund um die Welt (The Great Race)                                                | Warner Bros.           |                          | 11.400.000       |                       |
| 1965 | Cat Ballou – Hängen sollst du in Wyoming (Cat Ballou)                                             | Columbia               |                          | 9.300.000        |                       |
| 1965 | Was gibt’s Neues, Pussy? (What’s New Pussycat)                                                    | United Artists         |                          | 8.469.000        |                       |
| 1965 | Der Mann vom großen Fluß (Shenandoah)                                                             | Universal              |                          | 7.771.000        |                       |
| 1965 | Colonel von Ryans Express (Von Ryan’s Express)                                                    | 20th Century Fox       |                          | 7.700.000        |                       |
| 1966 | Hawaii (Hawaii)                                                                                   | United Artists         |                          | 15.553.000       |                       |
| 1966 | Die Bibel (The Bible)                                                                             | 20th Century Fox       |                          | 15.000.000       |                       |
| 1966 | Wer hat Angst vor Virginia Woolf? (Who’s Afraid of Virginia Woolf)                                | Warner Bros.           |                          | 14.500.000       |                       |
| 1966 | Kanonenboot am Yangtse-Kiang (The Sand Pebbles)                                                   | 20th Century Fox       |                          | 13.500.000       |                       |
| 1966 | Ein Mann zu jeder Jahreszeit (A Man For All Seasons)                                              | Columbia               |                          | 12.750.000       |                       |
| 1966 | Robin Crusoe, der Amazonenhäuptling (Lt. Robin Crusoe, U.S.N.)                                    | Disney                 |                          | 10.164.000       |                       |
| 1966 | Die Russen kommen! Die Russen kommen! (The Russians Are Coming, the Russians Are Coming)          | United Artists         |                          | 9.771.000        |                       |
| 1966 | Grand Prix (Grand Prix)                                                                           | MGM                    |                          | 9.389.000        |                       |
| 1966 | Die gefürchteten Vier (The Professionals)                                                         | Columbia               |                          | 8.800.000        |                       |
| 1966 | Der Verführer läßt schön grüßen (Alfie)                                                           | Paramount              |                          | 8.500.000        |                       |
| 1967 | Das Dschungelbuch (The Jungle Book)                                                               | Disney                 |                          | 60.964.000       |                       |
| 1967 | Die Reifeprüfung (The Graduate)                                                                   | Embassy/United Artists |                          | 44.091.000       |                       |
| 1967 | Rat mal, wer zum Essen kommt (Guess Who’s Coming to Dinner)                                       | Columbia               |                          | 25.500.000       |                       |
| 1967 | Bonnie und Clyde (Bonnie and Clyde)                                                               | Warner Bros/7 Arts     |                          | 22.800.000       |                       |
| 1967 | Das dreckige Dutzend (The Dirty Dozen)                                                            | MGM                    |                          | 20.404.000       |                       |
| 1967 | Das Tal der Puppen (Valley of the Dolls)                                                          | 20th Century Fox       |                          | 20.000.000       |                       |
| 1967 | James Bond 007 – Man lebt nur zweimal (You Only Live Twice)                                       | United Artists         |                          | 19.389.000       |                       |
| 1967 | Junge Dornen / Herausgefordert (To Sir, With Love)                                                | Columbia               |                          | 19.100.000       |                       |
| 1967 | Modern Millie – Reicher Mann gesucht (Thoroughly Modern Millie)                                   | Universal              |                          | 15.455.000       |                       |
| 1967 | Engel der Hölle (Born Losers)                                                                     | AIP                    |                          | 14.750.000       |                       |
| 1968 | Funny Girl (Funny Girl)                                                                           | Columbia               |                          | 26.325.000       |                       |
| 1968 | 2001: Odyssee im Weltraum (001: A Space Odyssey)                                                  | MGM                    |                          | 25.522.000       |                       |
| 1968 | Ein seltsames Paar (The Odd Couple)                                                               | Paramount              |                          | 20.000.000       |                       |
| 1968 | Bullitt (Bullitt)                                                                                 | Warner Bros./7 Arts    |                          | 19.000.000       |                       |
| 1968 | Romeo und Julia (Romeo and Juliet)                                                                | Paramount              |                          | 17.473.000       |                       |
| 1968 | Oliver (Oliver)                                                                                   | Columbia               |                          | 16.800.000       |                       |
| 1968 | Planet der Affen (Planet of the Apes)                                                             | 20th Century Fox       |                          | 15.000.000       |                       |
| 1968 | Rosemaries Baby (Rosemary’s Baby)                                                                 | Paramount              |                          | 15.000.000       |                       |
| 1968 | Deine, meine, unsere (Yours, Mine and Ours)                                                       | United Artists         |                          | 11.639.000       |                       |
| 1968 | Der Löwe im Winter (The Lion in Winter)                                                           | Embassy                |                          | 10.006.000       |                       |
| 1969 | Zwei Banditen (Butch Cassidy and the Sundance Kid)                                                | 20th Century Fox       |                          | 45.953.000       |                       |
| 1969 | Ein toller Käfer (The Love Bug)                                                                   | Disney                 |                          | 23.150.000       |                       |
| 1969 | Asphalt-Cowboy (Midnight Cowboy)                                                                  | United Artists         |                          | 20.499.000       |                       |
| 1969 | Easy Rider (Easy Rider)                                                                           | Columbia               |                          | 19.100.000       |                       |
| 1969 | Hello, Dolly! (Hello Dolly)                                                                       | 20th Century Fox       |                          | 15.200.000       |                       |
| 1969 | Bob & Carol & Ted & Alice (Bob & Carol & Ted & Alice)                                             | Columbia               |                          | 14.600.000       |                       |
| 1969 | Westwärts zieht der Wind (Paint Your Wagon)                                                       | Paramount              |                          | 14.500.000       |                       |
| 1969 | Der Marshal (True Grit)                                                                           | Paramount              |                          | 14.250.000       |                       |
| 1969 | Die Kaktusblüte (Cactus Flower)                                                                   | Columbia               |                          | 11.850.000       |                       |
| 1969 | Zum Teufel mit der Unschuld (Goodbye, Columbus)                                                   | Paramount              |                          | 10.500.000       |                       |
| 1970 | Love Story (Love Story)                                                                           | Paramount              |                          | 48.700.000       |                       |
| 1970 | Airport (Airport)                                                                                 | Universal              |                          | 45.220.000       |                       |
| 1970 | MASH (MASH)                                                                                       | 20th Century Fox       |                          | 36.720.000       |                       |
| 1970 | Patton – Rebell in Uniform (Patton)                                                               | 20th Century Fox       |                          | 28.100.000       |                       |
| 1970 | Aristocats (The Aristocats)                                                                       | Disney                 |                          | 26.462.000       |                       |
| 1970 | Woodstock (Woodstock)                                                                             | Warner Bros.           |                          | 16.400.000       |                       |
| 1970 | Little Big Man (Little Big Man)                                                                   | NGP                    |                          | 15.000.000       |                       |
| 1970 | Ryans Tochter (Ryan’s Daughter)                                                                   | MGM                    |                          | 14.661.000       |                       |
| 1970 | Tora! Tora! Tora! (Tora! Tora! Tora)                                                              | 20th Century Fox       |                          | 14.530.000       |                       |
| 1970 | Catch-22 – Der böse Trick (Catch-22)                                                              | Paramount              |                          | 12.250.000       |                       |

## 1971‒1980
| Jahr | Titel | Verleih                       | Herstellungskosten (US$) | Kinomieten (US$) | Gesamteinnahmen (US$) |
| ---- | --- | ----------------------------- | ------------------------ | ---------------- | --------------------- |
| 1971 | Anatevka (Fiddler on the Roof) | United Artists                |                          | 38.261.000       |                       |
| 1971 | Billy Jack (Billy Jack) | Warner Bros.                  |                          | 32.500.000       |                       |
| 1971 | Brennpunkt Brooklyn (The French Connection) | 20th Century Fox              |                          | 26.315.000       |                       |
| 1971 | Sommer ’42 (Summer of ’42) | Warner Bros.                  |                          | 20.500.000       |                       |
| 1971 | James Bond 007 – Diamantenfieber (Diamonds Are Forever) | United Artists                |                          | 19.727.000       |                       |
| 1971 | Dirty Harry (Dirty Harry) | Warner Bros.                  |                          | 18.000.000       |                       |
| 1971 | Uhrwerk Orange (A Clockwork Orange) | Warner Bros.                  |                          | 17.000.000       |                       |
| 1971 | Die Kunst zu lieben (Carnal Knowledge) | Embassy                       |                          | 14.075.000       |                       |
| 1971 | Die letzte Vorstellung (The Last Picture Show) | Columbia                      |                          | 13.100.000       |                       |
| 1971 | Die tollkühne Hexe in ihrem fliegenden Bett (Bedknobs and Broomsticks)                                                                                      | Disney                        |                          | 11.426.000       |                       |
| 1972 | Der Pate (The Godfather) | Paramount                     |                          | 86.691.000       |                       |
| 1972 | Die Höllenfahrt der Poseidon (The Poseidon Adventure) | 20th Century Fox              |                          | 42.000.000       |                       |
| 1972 | Is’ was, Doc? (What’s Up, Doc) | Warner Bros.                  |                          | 28.000.000       |                       |
| 1972 | Beim Sterben ist jeder der Erste (Deliverance) | Warner Bros.                  |                          | 22.600.000       |                       |
| 1972 | Jeremiah Johnson (Jeremiah Johnson) | Warner Bros.                  |                          | 21.900.000       |                       |
| 1972 | Cabaret (Cabaret) | Allied Artists                |                          | 20.250.000       |                       |
| 1972 | Deep Throating (Deep Throat) | Damiano                       |                          | 20.000.000       |                       |
| 1972 | Getaway (The Getaway) | NGP                           |                          | 18.000.000       |                       |
| 1972 | Lady Sings the Blues (Lady Sings the Blues) | Paramount                     |                          | 9.666.000        |                       |
| 1972 | Was Sie schon immer über Sex wissen wollten, aber bisher nicht zu fragen wagten (Everything You Always Wanted to Know About Sex* (*But Were Afraid to Ask)) | United Artists                |                          | 8.828.000        |                       |
| 1973 | Der Exorzist (The Exorcist) | Warner Bros.                  |                          | 89.000.000       |                       |
| 1973 | Der Clou (The Sting) | Universal                     |                          | 78.212.000       |                       |
| 1973 | American Graffiti (American Graffiti) | Universal                     |                          | 55.128.000       |                       |
| 1973 | Papillon | Allied Artists                |                          | 22.500.000       |                       |
| 1973 | So wie wir waren (The Way We Were) | Columbia                      |                          | 22.457.000       |                       |
| 1973 | Dirty Harry II – Calahan (Magnum Force) | Warner Bros.                  |                          | 20.100.000       |                       |
| 1973 | Robin Hood (Robin Hood) | Disney                        |                          | 17.160.000       |                       |
| 1973 | Der letzte Tango in Paris (Last Tango in Paris) | United Artists                |                          | 16.711.000       |                       |
| 1973 | Paper Moon (Paper Moon) | Paramount                     |                          | 16.559.000       |                       |
| 1973 | James Bond 007 – Leben und sterben lassen (Live and Let Die)                                                                                                | United Artists                |                          | 15.925.000       |                       |
| 1974 | Flammendes Inferno (The Towering Inferno) | 20th Century Fox/Warner Bros. |                          | 48.838.000       |                       |
| 1974 | Der wilde wilde Westen (Blazing Saddles) | Warner Bros.                  |                          | 47.800.000       |                       |
| 1974 | Frankenstein Junior (Young Frankenstein) | 20th Century Fox              |                          | 38.823.000       |                       |
| 1974 | Erdbeben (Earthquake) | Universal                     |                          | 35.850.000       |                       |
| 1974 | The Trial of Billy Jack (The Trial of Billy Jack) | Tay-Lau/Warner Bros.          |                          | 31.100.000       |                       |
| 1974 | Der Pate – Teil II (The Godfather Part II) | Paramount                     |                          | 30.673.000       |                       |
| 1974 | Giganten am Himmel (Airport 1974) | Universal                     |                          | 25.306.000       |                       |
| 1974 | Die härteste Meile / Die Kampfmaschine (The Longest Yard)                                                                                                   | Paramount                     |                          | 23.017.000       |                       |
| 1974 | Der Mann in den Bergen (The Life and Times of Grizzly Adams)                                                                                                | Sunn                          |                          | 21.895.000       |                       |
| 1974 | Mord im Orient-Express (Murder on the Orient Express) | Paramount                     |                          | 19.124.000       |                       |
| 1975 | Der weiße Hai (Jaws) | United Artists                |                          | 129.549.000      |                       |
| 1975 | Einer flog über das Kuckucksnest (One Flew Over the Cuckoo’s Nest)                                                                                          | United Artists                |                          | 59.940.000       |                       |
| 1975 | The Rocky Horror Picture Show (The Rocky Horror Picture Show)                                                                                               | 20th Century Fox              |                          | 50.420.000       |                       |
| 1975 | Shampoo (Shampoo) | Columbia                      |                          | 23.822.000       |                       |
| 1975 | Hundstage (Dog Day Afternoon) | Warner Bros.                  |                          | 22.500.000       |                       |
| 1975 | Der rosarote Panther kehrt zurück (The Return of the Pink Panther)                                                                                          | United Artists                |                          | 20.170.000       |                       |
| 1975 | Die drei Tage des Condor (Three Days of the Condor) | Paramount                     |                          | 20.014.000       |                       |
| 1975 | Funny Lady (Funny Lady) | Columbia                      |                          | 19.313.000       |                       |
| 1975 | Die Kehrseite der Medaille (The Other Side of the Mountain)                                                                                                 | Universal                     |                          | 18.012.000       |                       |
| 1975 | Tommy (Tommy) | Columbia                      |                          | 17.793.000       |                       |
| 1976 | Rocky (Rocky) | United Artists                |                          | 56.525.000       |                       |
| 1976 | A Star Is Born (A Star is Born) | Warner Bros.                  |                          | 37.100.000       |                       |
| 1976 | King Kong (King Kong) | Paramount                     |                          | 36.915.000       |                       |
| 1976 | Trans-Amerika-Express (Silver Streak) | 20th Century Fox              |                          | 30.018.000       |                       |
| 1976 | Die Unbestechlichen (All the President’s Men) | Warner Bros.                  |                          | 30.000.000       |                       |
| 1976 | Das Omen (The Omen) | 20th Century Fox              |                          | 28.544.000       |                       |
| 1976 | Die Bären sind los (The Bad News Bears) | Paramount                     |                          | 24.888.000       |                       |
| 1976 | Der Unerbittliche (The Enforcer) | Warner Bros.                  |                          | 24.000.000       |                       |
| 1976 | In Search of Noah’s Ark (In Search of Noah’s Ark) | Sunn                          |                          | 23.770.000       |                       |
| 1976 | Schlacht um Midway (Midway) | Universal                     |                          | 21.610.000       |                       |
| 1977 | Krieg der Sterne (Star Wars) | 20th Century Fox              |                          | 270.918.000      |                       |
| 1977 | Unheimliche Begegnung der dritten Art (Close Encounters of the Third Kind)                                                                                  | Columbia                      |                          | 82.750.000       |                       |
| 1977 | Saturday Night Fever (Saturday Night Fever) | Paramount                     |                          | 74.100.000       |                       |
| 1977 | Ein ausgekochtes Schlitzohr (Smokey and the Bandit) | Universal                     |                          | 58.950.000       |                       |
| 1977 | Der Untermieter (The Goodbye Girl) | MGM/Warner Bros.              |                          | 41.839.000       |                       |
| 1977 | Oh Gott … (Oh, God) | Warner Bros.                  |                          | 31.500.000       |                       |
| 1977 | Die Tiefe (The Deep) | Columbia                      |                          | 31.266.000       |                       |
| 1977 | Bernard und Bianca – Die Mäusepolizei (The Rescuers) | Disney                        |                          | 30.090.000       |                       |
| 1977 | James Bond 007 – Der Spion, der mich liebte (The Spy Who Loved Me)                                                                                          | United Artists                |                          | 24.365.000       |                       |
| 1977 | Zwei ausgebuffte Profis (Semi-Tough) | United Artists                |                          | 22.941.000       |                       |
| 1978 | Grease (Grease) | Paramount                     |                          | 96.300.000       |                       |
| 1978 | Superman (Superman) | Warner Bros.                  |                          | 82.800.000       |                       |
| 1978 | Ich glaub’, mich tritt ein Pferd (Animal House) | Universal                     |                          | 70.826.000       |                       |
| 1978 | Der Mann aus San Fernando (Every Which Way But Loose) | Warner Bros.                  |                          | 51.900.000       |                       |
| 1978 | Der weiße Hai 2 (Jaws II) | Universal                     |                          | 50.432.000       |                       |
| 1978 | Der Himmel soll warten (Heaven Can Wait) | Paramount                     |                          | 49.400.000       |                       |
| 1978 | Um Kopf und Kragen (Hooper) | Warner Bros.                  |                          | 34.900.000       |                       |
| 1978 | Das verrückte California-Hotel (California Suite) | Columbia                      |                          | 28.386.000       |                       |
| 1978 | Viel Rauch um nichts (Cheech & Chong’s Up in Smoke) | Paramount                     |                          | 28.300.000       |                       |
| 1978 | Eine ganz krumme Tour (Foul Play) | Paramount                     |                          | 27.500.000       |                       |
| 1979 | Kramer gegen Kramer (Kramer Vs. Kramer) | Columbia                      |                          | 59.986.000       |                       |
| 1979 | Star Trek: Der Film (Star Trek) | Paramount                     |                          | 56.000.000       |                       |
| 1979 | Reichtum ist keine Schande (The Jerk) | Universal                     |                          | 42.990.000       |                       |
| 1979 | Rocky II (Rocky II) | United Artists                |                          | 42.169.000       |                       |
| 1979 | Alien – Das unheimliche Wesen aus einer fremden Welt (Alien)                                                                                                | 20th Century Fox              |                          | 40.300.000       |                       |
| 1979 | Apocalypse Now (Apocalypse Now) | United Artists                |                          | 37.980.000       |                       |
| 1979 | Zehn – Die Traumfrau (10) | Warner Bros./Orion            |                          | 37.000.000       |                       |
| 1979 | Amityville Horror (The Amityville Horror) | AIP                           |                          | 35.000.000       |                       |
| 1979 | James Bond 007 – Moonraker – Streng geheim (Moonraker) | United Artists                |                          | 33.924.000       |                       |
| 1979 | Muppet Movie (The Muppet Movie) | AFD                           |                          | 32.000.000       |                       |
| 1980 | Das Imperium schlägt zurück (The Empire Strikes Back) | 20th Century Fox              |                          | 173.814.000      | 209.398.025           |
| 1980 | Warum eigentlich … bringen wir den Chef nicht um? (9 to 5)                                                                                                  | 20th Century Fox              |                          | 59.068.000       | 103.290.500           |
| 1980 | Zwei wahnsinnig starke Typen (Stir Crazy) | Columbia                      |                          | 58.364.000       | 101.300.000           |
| 1980 | Die unglaubliche Reise in einem verrückten Flugzeug (Airplane)                                                                                              | Paramount                     |                          | 40.610.000       | 83.453.539            |
| 1980 | Mit Vollgas nach San Fernando (Any Which Way You Can) | Warner Bros.                  |                          | 40.500.000       | 70.687.344            |
| 1980 | Das ausgekochte Schlitzohr ist wieder auf Achse (Smokey and the Bandit II)                                                                                  | Universal                     |                          | 38.911.000       | 66.132.626            |
| 1980 | Nashville Lady (Coal Miner’s Daughter) | Universal                     |                          | 35.030.000       | 67.182.787            |
| 1980 | Schütze Benjamin (Private Benjamin) | Warner Bros.                  |                          | 34.400.000       | 69.847.348            |
| 1980 | Blues Brothers (The Blues Brothers) | Universal                     |                          | 32.099.000       | 57.229.890            |
| 1980 | Shining (The Shining) | Warner Bros.                  | 22.000.000               | 30.900.000       | 44.017.374            |
| 1980 | Die blaue Lagune (The Blue Lagoon) | Columbia                      | 4.500.000                | 28.838.000       | 58.853.106            |

## 1981‒1990
| Jahr | Titel                                                                       | Verleih            | Herstellungskosten (US$) | Kinomieten (US$) | Gesamteinnahmen (US$) |
| ---- | --------------------------------------------------------------------------- | ------------------ | ------------------------ | ---------------- | --------------------- |
| 1981 | Jäger des verlorenen Schatzes (Raiders of the Lost Ark)                     | Paramount          |                          | 115.598.000      | 209.562.121           |
| 1981 | Superman II – Allein gegen alle (Superman II)                               | Warner Bros.       |                          | 65.100.000       | 108.185.706           |
| 1981 | Am goldenen See (On Golden Pond)                                            | Universal/AFD      |                          | 61.175.000       | 119.285.432           |
| 1981 | Arthur – Kein Kind von Traurigkeit (Arthur)                                 | Orion              |                          | 42.000.000       | 95.461.682            |
| 1981 | Ich glaub’ mich knutscht ein Elch! (Stripes)                                | Columbia           |                          | 40.887.000       | 85.297.000            |
| 1981 | Auf dem Highway ist die Hölle los (The Cannonball Run)                      | 20th Century Fox   |                          | 36.800.000       | 72.179.579            |
| 1981 | Die Stunde des Siegers (Chariots of Fire)                                   | Warner Bros./Ladd  |                          | 30.600.000       | 58.972.904            |
| 1981 | Cap und Capper (The Fox and the Hound)                                      | Disney             |                          | 29.812.000       |                       |
| 1981 | Vier Jahreszeiten (The Four Seasons)                                        | Universal          |                          | 27.137.000       | 50.427.646            |
| 1981 | James Bond 007 – In tödlicher Mission (For Your Eyes Only)                  | United Artists     |                          | 26.578.000       | 54.812.802            |
| 1981 | Time Bandits (Time Bandits)                                                 | Embassy            | 5.000.000                | 20.533.500       | 42.365.581            |
| 1982 | E.T. – Der Außerirdische (E.T. The Extra-Terrestrial)                       | Universal          |                          | 228.169.000      | 359.197.037           |
| 1982 | Tootsie (Tootsie)                                                           | Columbia           |                          | 94.910.000       | 177.200.000           |
| 1982 | Rocky III – Das Auge des Tigers (Rocky III)                                 | MGM/United Artists |                          | 66.263.000       | 124.146.897           |
| 1982 | Porky’s (Porky’s)                                                           | 20th Century Fox   |                          | 55.559.000       | 105.492.483           |
| 1982 | Ein Offizier und Gentleman (An Officer and a Gentleman)                     | Paramount          |                          | 55.223.000       | 129.795.554           |
| 1982 | Das schönste Freudenhaus in Texas (The Best Little Whorehouse in Texas)     | Universal          |                          | 47.334.000       | 69.701.637            |
| 1982 | Star Trek II: Der Zorn des Khan (Star Trek II)                              | Paramount          |                          | 40.000.000       | 78.912.963            |
| 1982 | Poltergeist (Poltergeist)                                                   | MGM/United Artists |                          | 38.249.000       | 76.606.280            |
| 1982 | Annie (Annie)                                                               | Columbia           |                          | 37.480.000       | 57.059.003            |
| 1982 | Nur 48 Stunden (48 HRS)                                                     | Paramount          |                          | 30.328.000       | 78.868.508            |
| 1983 | Die Rückkehr der Jedi-Ritter (Return of the Jedi)                           | 20th Century Fox   |                          | 191.648.000      | 252.583.617           |
| 1983 | Zeit der Zärtlichkeit (Terms of Endearment)                                 | Paramount          |                          | 50.250.000       | 108.423.489           |
| 1983 | Die Glücksritter (Trading Places)                                           | Paramount          |                          | 40.600.000       | 90.404.800            |
| 1983 | WarGames – Kriegsspiele (WarGames)                                          | MGM/United Artists |                          | 38.520.000       | 79.567.667            |
| 1983 | Superman III – Der stählerne Blitz (Superman III)                           | Warner Bros.       |                          | 37.200.000       |                       |
| 1983 | Flashdance (Flashdance)                                                     | Paramount          |                          | 36.180.000       | 92.921.203            |
| 1983 | Dirty Harry kommt zurück (Sudden Impact)                                    | Warner Bros.       |                          | 34.800.000       | 67.642.693            |
| 1983 | James Bond 007 – Octopussy (Octopussy)                                      | MGM/United Artists |                          | 34.031.000       | 67.893.619            |
| 1983 | Staying Alive (Staying Alive)                                               | Paramount          |                          | 33.650.000       | 64.892.670            |
| 1983 | Mr. Mom (Mr. Mom)                                                           | 20th Century Fox   |                          | 32.000.000       | 64.783.827            |
| 1984 | Ghostbusters – Die Geisterjäger (Ghostbusters)                              | Columbia           |                          | 132.720.000      | 229.242.989           |
| 1984 | Indiana Jones und der Tempel des Todes (Indiana Jones & the Temple of Doom) | Paramount          |                          | 109.000.000      | 179.870.271           |
| 1984 | Beverly Hills Cop – Ich lös’ den Fall auf jeden Fall (Beverly Hills Cop)    | Paramount          |                          | 108.000.000      | 234.760.478           |
| 1984 | Gremlins – Kleine Monster (Gremlins)                                        | Warner Bros.       |                          | 79.500.000       | 148.168.459           |
| 1984 | Karate Kid (The Karate Kid)                                                 | Columbia           |                          | 43.120.000       | 90.815.558            |
| 1984 | Star Trek III: Auf der Suche nach Mr. Spock (Star Trek III)                 | Paramount          |                          | 39.000.000       | 76.471.046            |
| 1984 | Police Academy – Dümmer als die Polizei erlaubt (Police Academy)            | Warner Bros.       |                          | 38.500.000       | 81.198.894            |
| 1984 | Auf der Jagd nach dem grünen Diamanten (Romancing the Stone)                | 20th Century Fox   |                          | 36.000.000       | 76.572.238            |
| 1984 | Splash – Eine Jungfrau am Haken (Splash)                                    | Disney             |                          | 34.103.000       | 69.821.334            |
| 1984 | Footloose (Footloose)                                                       | Paramount          |                          | 34.000.000       | 80.035.402            |
| 1985 | Lockere Geschäfte (Risky Business)                                          | Warner Bros.       | 6.200.000                | 30.400.000       | 63.541.777            |
| 1985 | Zurück in die Zukunft (Back to the Future)                                  | Universal          |                          | 105.496.000      | 210.609.762           |
| 1985 | Rambo II – Der Auftrag (Rambo: First Blood Part II)                         | TriStar            |                          | 78.919.000       | 150.415.432           |
| 1985 | Rocky IV – Der Kampf des Jahrhunderts (Rocky IV)                            | MGM                |                          | 76.023.000       | 127.873.716           |
| 1985 | Die Farbe Lila (The Color Purple)                                           | Warner Bros.       |                          | 49.800.000       | 94.175.854            |
| 1985 | Jenseits von Afrika (Out of Africa)                                         | 20th Century Fox   |                          | 43.448.000       | 87.071.205            |
| 1985 | Cocoon (Cocoon)                                                             | 20th Century Fox   |                          | 40.000.000       | 76.113.124            |
| 1985 | Auf der Jagd nach dem Juwel vom Nil (The Jewel of the Nile)                 | 20th Century Fox   |                          | 36.500.000       | 75.973.200            |
| 1985 | Spione wie wir (Spies Like Us)                                              | Warner Bros.       |                          | 30.500.000       | 60.088.980            |
| 1985 | Die Goonies (The Goonies)                                                   | Warner Bros.       |                          | 29.900.000       | 61.389.680            |
| 1985 | Der einzige Zeuge (Witness)                                                 | Paramount          |                          | 28.500.000       | 68.706.993            |
| 1986 | Top Gun – Sie fürchten weder Tod noch Teufel (Top Gun)                      | Paramount          |                          | 79.400.000       | 176.786.701           |
| 1986 | Crocodile Dundee – Ein Krokodil zum Küssen (Crocodile Dundee)               | Paramount          |                          | 70.227.000       | 174.803.506           |
| 1986 | Platoon (Platoon)                                                           | Orion              |                          | 69.937.000       | 138.530.565           |
| 1986 | Karate Kid II – Entscheidung in Okinawa (The Karate Kid Part II)            | Columbia           |                          | 58.310.000       | 115.103.979           |
| 1986 | Star Trek IV: Zurück in die Gegenwart (Star Trek IV)                        | Paramount          |                          | 56.820.000       | 109.713.132           |
| 1986 | Aliens – Die Rückkehr (Aliens)                                              | 20th Century Fox   |                          | 43.753.000       | 85.160.248            |
| 1986 | Mach’s noch mal, Dad (Back to School)                                       | Orion              |                          | 41.948.000       | 91.258.000            |
| 1986 | Auf der Suche nach dem goldenen Kind (The Golden Child)                     | Paramount          |                          | 39.723.000       | 79.817.937            |
| 1986 | Die unglaubliche Entführung der verrückten Mrs. Stone (Ruthless People)     | Disney             |                          | 31.443.000       | 71.624.879            |
| 1986 | Ferris macht blau (Ferris Bueller’s Day Off)                                | Paramount          |                          | 28.600.000       | 70.136.369            |
| 1987 | Noch drei Männer, noch ein Baby (Three Men and a Baby)                      | Disney             |                          | 81.356.000       | 167.780.960           |
| 1987 | Beverly Hills Cop II (Beverly Hills Cop II)                                 | Paramount          |                          | 80.858.000       | 153.665.036           |
| 1987 | Eine verhängnisvolle Affäre (Fatal Attraction)                              | Paramount          |                          | 70.000.000       | 156.645.693           |
| 1987 | Good Morning, Vietnam (Good Morning, Vietnam)                               | Disney             |                          | 58.083.000       | 123.922.370           |
| 1987 | The Untouchables – Die Unbestechlichen (The Untouchables)                   | Paramount          |                          | 36.867.000       | 76.270.454            |
| 1987 | Mondsüchtig (Moonstruck)                                                    | MGM/United Artists |                          | 34.393.000       | 80.640.528            |
| 1987 | Die Hexen von Eastwick (The Witches of Eastwick)                            | Warner Bros.       |                          | 31.800.000       | 63.766.510            |
| 1987 | Predator (Predator)                                                         | 20th Century Fox   |                          | 31.000.000       |                       |
| 1987 | Schlappe Bullen beißen nicht (Dragnet)                                      | Universal          |                          | 30.234.000       |                       |
| 1987 | Das Geheimnis meines Erfolges (The Secret of My Succe$s)                    | Universal          |                          | 29.856.000       | 66.995.879            |
| 1988 | Rain Man (Rain Man)                                                         | MGM/United Artists |                          | 86.813.000       | 172.825.435           |
| 1988 | Falsches Spiel mit Roger Rabbit (Who Framed Roger Rabbit)                   | Disney             |                          | 81.244.000       | 156.452.370           |
| 1988 | Der Prinz aus Zamunda (Coming to America)                                   | Paramount          |                          | 65.000.000       | 128.152.301           |
| 1988 | Twins – Zwillinge (Twins)                                                   | Universal          |                          | 57.715.000       | 111.938.388           |
| 1988 | Crocodile Dundee II (Crocodile Dundee II)                                   | Paramount          |                          | 57.300.000       | 109.306.210           |
| 1988 | Big (Big)                                                                   | 20th Century Fox   |                          | 53.700.000       | 114.968.774           |
| 1988 | Cocktail (Cocktail)                                                         | Disney             |                          | 36.474.000       | 78.222.753            |
| 1988 | Stirb langsam (Die Hard)                                                    | 20th Century Fox   |                          | 36.000.000       | 83.008.852            |
| 1988 | Die nackte Kanone (The Naked Gun)                                           | Paramount          |                          | 34.400.000       | 78.756.177            |
| 1988 | Beetlejuice – Ein außergewöhnlicher Geist (Beetlejuice)                     | Warner Bros.       |                          | 33.200.000       | 73.707.461            |
| 1988 | Die Nacht hat viele Augen (Stakeout)                                        | Buena Vista        |                          | 28.215.000       | 65.673.233            |
| 1989 | Batman (Batman)                                                             | Warner Bros.       |                          | 150.500.000      | 251.188.924           |
| 1989 | Indiana Jones und der letzte Kreuzzug (Indiana Jones & the Last Crusade)    | Paramount          |                          | 115.500.000      | 197.171.806           |
| 1989 | Brennpunkt L.A. (Lethal Weapon)                                             | Warner Bros.       |                          | 79.500.000       | 147.253.986           |
| 1989 | Zurück in die Zukunft II (Back to the Future Part II)                       | Universal          |                          | 72.320.000       | 118.450.002           |
| 1989 | Liebling, ich habe die Kinder geschrumpft (Honey, I Shrunk the Kids)        | Disney             |                          | 72.007.000       | 130.724.172           |
| 1989 | Kuck mal, wer da spricht! (Look Who’s Talking)                              | Sony               |                          | 68.872.000       | 140.088.813           |
| 1989 | Ghostbusters II (Ghostbusters II)                                           | Sony               |                          | 60.490.000       | 112.494.738           |
| 1989 | Miss Daisy und ihr Chauffeur (Driving Miss Daisy)                           | Warner Bros.       |                          | 50.500.000       | 106.593.296           |
| 1989 | Eine Wahnsinnsfamilie (Parenthood)                                          | Universal          |                          | 50.004.000       | 100.047.830           |
| 1989 | Der Club der toten Dichter (Dead Poets Society)                             | Disney             |                          | 48.428.000       | 95.860.116            |
| 1990 | Kevin – Allein zu Haus (Home Alone)                                         | 20th Century Fox   |                          |                  | 285,761,243           |
| 1990 | Ghost – Nachricht von Sam (Ghost)                                           | Paramount          |                          |                  | 217.631.306           |
| 1990 | Der mit dem Wolf tanzt (Dances with Wolves)                                 | Orion              |                          |                  | 184.208.848           |
| 1990 | Pretty Woman (Pretty Woman)                                                 | Buena Vista        |                          |                  | 178.406.268           |
| 1990 | Turtles (Teenage Mutant Ninja Turtles)                                      | New Line           |                          |                  | 135.265.915           |
| 1990 | Jagd auf Roter Oktober (The Hunt for Red October)                           | Paramount          |                          |                  | 122.012.643           |
| 1990 | Die totale Erinnerung – Total Recall (Total Recall)                         | Sony               |                          |                  | 119.394.840           |
| 1990 | Stirb langsam 2 (Die Hard 2: Die Harder)                                    | 20th Century Fox   |                          |                  | 117.540.947           |
| 1990 | Dick Tracy (Dick Tracy)                                                     | Buena Vista        |                          |                  | 103.738.726           |
| 1990 | Kindergarten Cop (Kindergarten Cop)                                         | Universal          |                          |                  | 91.457.688            |

## 1991‒2000
| Jahr | Titel                                                                                        | Verleih          | Herstellungskosten (US$) | Einspielergebnis (US$) |
| ---- | -------------------------------------------------------------------------------------------- | ---------------- | ------------------------ | ---------------------- |
| 1991 | Terminator 2 – Tag der Abrechnung (Terminator 2: Judgment Day)                               | TriStar          |                          | 204.843.345            |
| 1991 | Robin Hood – König der Diebe (Robin Hood: Prince of Thieves)                                 | Warner Bros.     |                          | 165.493.908            |
| 1991 | Die Schöne und das Biest (Beauty and the Beast)                                              | Buena Vista      |                          | 145.863.363            |
| 1991 | Das Schweigen der Lämmer (The Silence of the Lambs)                                          | Orion            |                          | 130.742.922            |
| 1991 | City Slickers – Die Großstadt-Helden (City Slickers)                                         | Columbia         |                          | 124.033.791            |
| 1991 | Hook (Hook)                                                                                  | TriStar          |                          | 119.654.823            |
| 1991 | Addams Family (The Addams Family)                                                            | Paramount        |                          | 113.502.426            |
| 1991 | Der Feind in meinem Bett (Sleeping with the Enemy)                                           | 20th Century Fox |                          | 101.599.005            |
| 1991 | Vater der Braut (Father of the Bride)                                                        | Buena Vista      |                          | 89.325.780             |
| 1991 | Die nackte Kanone 2½ (The Naked Gun 2 1/2: The Smell of Fear)                                | Paramount        |                          | 86.930.411             |
| 1992 | Aladdin (Aladdin)                                                                            | Buena Vista      |                          | 217.350.219            |
| 1992 | Kevin – Allein in New York (Home Alone 2: Lost in New York)                                  | 20th Century Fox |                          | 173.585.516            |
| 1992 | Batmans Rückkehr (Batman Returns)                                                            | Warner Bros.     |                          | 162.831.698            |
| 1992 | Brennpunkt L.A. – Die Profis sind zurück (Lethal Weapon 3)                                   | Warner Bros.     |                          | 144.731.527            |
| 1992 | Eine Frage der Ehre (A Few Good Men)                                                         | Columbia         |                          | 141.340.178            |
| 1992 | Sister Act – Eine himmlische Karriere (Sister Act)                                           | Buena Vista      |                          | 139.605.150            |
| 1992 | Bodyguard (The Bodyguard)                                                                    | Warner Bros.     |                          | 121.945.720            |
| 1992 | Wayne’s World (Wayne’s World)                                                                | Paramount        |                          | 121.697.323            |
| 1992 | Basic Instinct (Basic Instinct)                                                              | TriStar          |                          | 117.727.224            |
| 1992 | Eine Klasse für sich (A League of Their Own)                                                 | Sony             |                          | 107.533.928            |
| 1993 | Jurassic Park (Jurassic Park)                                                                | Universal        |                          | 357.067.947            |
| 1993 | Mrs. Doubtfire – Das stachelige Kindermädchen (Mrs. Doubtfire)                               | 20th Century Fox |                          | 219.195.243            |
| 1993 | Auf der Flucht (The Fugitive)                                                                | Warner Bros.     |                          | 183.875.760            |
| 1993 | Die Firma (The Firm)                                                                         | Paramount        |                          | 158.348.367            |
| 1993 | Schlaflos in Seattle (Sleepless in Seattle)                                                  | TriStar          |                          | 126.680.884            |
| 1993 | Ein unmoralisches Angebot (Indecent Proposal)                                                | Paramount        |                          | 106.614.059            |
| 1993 | In the Line of Fire – Die zweite Chance (In the Line of Fire)                                | Columbia         |                          | 102.314.823            |
| 1993 | Die Akte (The Pelican Brief)                                                                 | Warner Bros.     |                          | 100.768.056            |
| 1993 | Schindlers Liste (Schindler’s List)                                                          | Universal        |                          | 96.065.768             |
| 1993 | Cliffhanger – Nur die Starken überleben (Cliffhanger)                                        | TriStar          |                          | 84.049.211             |
| 1994 | Forrest Gump (Forrest Gump)                                                                  | Paramount        |                          | 329.694.499            |
| 1994 | Der König der Löwen (The Lion King)                                                          | Buena Vista      |                          | 312.855.561            |
| 1994 | True Lies – Wahre Lügen (True Lies)                                                          | 20th Century Fox |                          | 146.282.411            |
| 1994 | Santa Clause – Eine schöne Bescherung (The Santa Clause)                                     | Buena Vista      |                          | 144.833.357            |
| 1994 | Flintstones – Die Familie Feuerstein (The Flintstones)                                       | Universal        |                          | 130.531.208            |
| 1994 | Dumm und Dümmer (Dumb and Dumber)                                                            | New Line         |                          | 127.175.374            |
| 1994 | Das Kartell (Clear and Present Danger)                                                       | Paramount        |                          | 122.187.717            |
| 1994 | Speed (Speed)                                                                                | 20th Century Fox |                          | 121.248.145            |
| 1994 | Die Maske (The Mask)                                                                         | New Line         |                          | 119.938.730            |
| 1994 | Pulp Fiction (Pulp Fiction)                                                                  | Miramax          |                          | 107.928.762            |
| 1995 | Toy Story (Toy Story)                                                                        | Buena Vista      |                          | 191.796.233            |
| 1995 | Batman Forever (Batman Forever)                                                              | Warner Bros.     |                          | 184.031.112            |
| 1995 | Apollo 13 (Apollo 13)                                                                        | Universal        |                          | 172.071.312            |
| 1995 | Pocahontas (Pocahontas)                                                                      | Buena Vista      |                          | 141.579.773            |
| 1995 | Ace Ventura – Jetzt wird’s wild (Ace Ventura: When Nature Calls)                             | Warner Bros.     |                          | 108.385.533            |
| 1995 | James Bond 007 – GoldenEye (GoldenEye)                                                       | MGM              |                          | 106.429.941            |
| 1995 | Jumanji (Jumanji)                                                                            | Sony             |                          | 100.475.249            |
| 1995 | Casper (Casper)                                                                              | Universal        |                          | 100.328.194            |
| 1995 | Sieben (Seven)                                                                               | New Line         |                          | 100.125.643            |
| 1995 | Stirb langsam: Jetzt erst recht (Die Hard: With A Vengeance)                                 | 20th Century Fox |                          | 100.012.499            |
| 1996 | Independence Day (Independence Day)                                                          | 20th Century Fox |                          | 306.169.268            |
| 1996 | Twister (Twister)                                                                            | Warner Bros.     |                          | 241.721.524            |
| 1996 | Mission: Impossible (Mission: Impossible)                                                    | Paramount        |                          | 180.981.856            |
| 1996 | Jerry Maguire – Spiel des Lebens (Jerry Maguire)                                             | Sony             |                          | 153.952.592            |
| 1996 | Kopfgeld – Einer wird bezahlen (Ransom)                                                      | Buena Vista      |                          | 136.492.681            |
| 1996 | 101 Dalmatiner (101 Dalmatians)                                                              | Buena Vista      |                          | 136.189.294            |
| 1996 | The Rock – Fels der Entscheidung (The Rock)                                                  | Buena Vista      |                          | 134.069.511            |
| 1996 | Der verrückte Professor (The Nutty Professor)                                                | Universal        |                          | 128.814.019            |
| 1996 | The Birdcage – Ein Paradies für schrille Vögel (The Birdcage)                                | MGM              |                          | 124.060.553            |
| 1996 | Die Jury (A Time to Kill)                                                                    | Warner Bros.     |                          | 108.766.007            |
| 1997 | Titanic (Titanic)                                                                            | Paramount        |                          | 600.788.188            |
| 1997 | Men in Black (Men in Black)                                                                  | Sony             |                          | 250.690.539            |
| 1997 | Vergessene Welt: Jurassic Park (The Lost World: Jurassic Park)                               | Universal        |                          | 229.086.679            |
| 1997 | Der Dummschwätzer (Liar Liar)                                                                | Universal        |                          | 181.410.615            |
| 1997 | Air Force One (Air Force One)                                                                | Sony             |                          | 172.956.409            |
| 1997 | Besser geht’s nicht (As Good as It Gets)                                                     | Sony             |                          | 148.478.011            |
| 1997 | Good Will Hunting (Good Will Hunting)                                                        | Miramax          |                          | 138.433.435            |
| 1997 | Die Rückkehr der Jedi-Ritter (Special Edition) (Star Wars (Special Edition))                 | 20th Century Fox |                          | 138.257.865            |
| 1997 | Die Hochzeit meines besten Freundes (My Best Friend’s Wedding)                               | Sony             |                          | 127.120.029            |
| 1997 | James Bond 007 – Der Morgen stirbt nie (Tomorrow Never Dies)                                 | MGM              |                          | 125.304.276            |
| 1998 | Der Soldat James Ryan (Saving Private Ryan)                                                  | DreamWorks       |                          | 216.540.909            |
| 1998 | Armageddon – Das jüngste Gericht (Armageddon)                                                | Buena Vista      |                          | 201.578.182            |
| 1998 | Verrückt nach Mary (There’s Something About Mary)                                            | 20th Century Fox |                          | 176.484.651            |
| 1998 | Das große Krabbeln (A Bug’s Life)                                                            | Buena Vista      |                          | 162.798.565            |
| 1998 | Waterboy – Der Typ mit dem Wasserschaden (The Waterboy)                                      | Buena Vista      |                          | 161.491.646            |
| 1998 | Dr. Dolittle (Doctor Dolittle)                                                               | 20th Century Fox |                          | 144.156.605            |
| 1998 | Rush Hour (Rush Hour)                                                                        | New Line         |                          | 141.186.864            |
| 1998 | Deep Impact (Deep Impact)                                                                    | Paramount        |                          | 140.464.664            |
| 1998 | Godzilla (Godzilla)                                                                          | Sony             |                          | 136.314.294            |
| 1998 | Patch Adams (Patch Adams)                                                                    | Universal        |                          | 135.026.902            |
| 1999 | Star Wars: Episode I – Die dunkle Bedrohung (Star Wars: Episode I - The Phantom Menace)      | 20th Century Fox |                          | 431.088.301            |
| 1999 | The Sixth Sense (The Sixth Sense)                                                            | Buena Vista      |                          | 293.506.292            |
| 1999 | Toy Story 2 (Toy Story 2)                                                                    | Buena Vista      |                          | 245.852.179            |
| 1999 | Austin Powers – Spion in geheimer Missionarsstellung (Austin Powers: The Spy Who Shagged Me) | New Line         |                          | 206.040.086            |
| 1999 | Matrix (The Matrix)                                                                          | Warner Bros.     |                          | 171.479.930            |
| 1999 | Tarzan (Tarzan)                                                                              | Buena Vista      |                          | 171.091.819            |
| 1999 | Big Daddy (Big Daddy)                                                                        | Sony             |                          | 163.479.795            |
| 1999 | Die Mumie (The Mummy)                                                                        | Universal        |                          | 155.385.488            |
| 1999 | Die Braut sich nicht traut (Runaway Bride)                                                   | Paramount        |                          | 152.257.509            |
| 1999 | Blair Witch Project (The Blair Witch Project)                                                | Artisan          |                          | 140.539.099            |
| 2000 | Der Grinch (How the Grinch Stole Christmas)                                                  | Universal        |                          | 260.044.825            |
| 2000 | Cast Away – Verschollen (Cast Away)                                                          | 20th Century Fox |                          | 233.632.142            |
| 2000 | Mission: Impossible II (Mission: Impossible II)                                              | Paramount        |                          | 215.409.889            |
| 2000 | Gladiator (Gladiator)                                                                        | DreamWorks       |                          | 187.705.427            |
| 2000 | Was Frauen wollen (What Women Want)                                                          | Paramount        |                          | 182.811.707            |
| 2000 | Der Sturm (The Perfect Storm)                                                                | Warner Bros.     |                          | 182.618.434            |
| 2000 | Meine Braut, ihr Vater und ich (Meet the Parents)                                            | Universal        |                          | 166.244.045            |
| 2000 | X-Men (X-Men)                                                                                | 20th Century Fox |                          | 157.299.717            |
| 2000 | Scary Movie (Scary Movie)                                                                    | Miramax          |                          | 157.019.771            |
| 2000 | Schatten der Wahrheit (What Lies Beneath)                                                    | DreamWorks       |                          | 155.464.351            |

## 2001‒2010
| Jahr | Titel | Verleih              | Herstellungskosten (US$) | Einspielergebnis (US$) |
| ---- | --- | -------------------- | ------------------------ | ---------------------- |
| 2001 | Harry Potter und der Stein der Weisen (Harry Potter and the Sorcerer’s Stone)                                   | Warner Bros.         |                          | 317.575.550            |
| 2001 | Der Herr der Ringe: Die Gefährten (The Lord of the Rings: The Fellowship of the Ring)                           | New Line             |                          | 313.364.114            |
| 2001 | Shrek – Der tollkühne Held (Shrek)                                                                              | DreamWorks           |                          | 267.665.011            |
| 2001 | Die Monster AG (Monsters, Inc.)                                                                                 | Buena Vista          |                          | 255.873.250            |
| 2001 | Rush Hour 2 (Rush Hour 2)                                                                                       | New Line             |                          | 226.164.286            |
| 2001 | Die Mumie kehrt zurück (The Mummy Returns)                                                                      | Universal            |                          | 202.019.785            |
| 2001 | Pearl Harbor (Pearl Harbor)                                                                                     | Buena Vista          |                          | 198.542.554            |
| 2001 | Ocean’s Eleven (Ocean’s Eleven)                                                                                 | Warner Bros.         |                          | 183.417.150            |
| 2001 | Jurassic Park III (Jurassic Park III)                                                                           | Universal            |                          | 181.171.875            |
| 2001 | Planet der Affen (Planet of the Apes)                                                                           | 20th Century Fox     |                          | 180.011.740            |
| 2002 | Spider-Man (Spider-Man)                                                                                         | Sony                 |                          | 403.706.375            |
| 2002 | Der Herr der Ringe: Die zwei Türme (The Lord of the Rings: The Two Towers)                                      | New Line             |                          | 339.789.881            |
| 2002 | Star Wars: Episode II – Angriff der Klonkrieger (Star Wars: Episode II - Attack of the Clones)                  | 20th Century Fox     |                          | 302.191.252            |
| 2002 | Harry Potter und die Kammer des Schreckens (Harry Potter and the Chamber of Secrets)                            | Warner Bros.         |                          | 261.988.482            |
| 2002 | My Big Fat Greek Wedding – Hochzeit auf Griechisch (My Big Fat Greek Wedding)                                   | IFC                  |                          | 241.438.208            |
| 2002 | Signs – Zeichen (Signs)                                                                                         | Buena Vista          |                          | 227.966.634            |
| 2002 | Austin Powers in Goldständer (Austin Powers in Goldmember)                                                      | New Line             |                          | 213.307.889            |
| 2002 | Men in Black II (Men in Black II)                                                                               | Sony                 |                          | 190.418.803            |
| 2002 | Ice Age (Ice Age)                                                                                               | 20th Century Fox     |                          | 176.387.405            |
| 2002 | Chicago (Chicago)                                                                                               | Miramax              |                          | 170.687.518            |
| 2003 | Der Herr der Ringe: Die Rückkehr des Königs (The Lord of the Rings: The Return of the King)                     | New Line             |                          | 377.027.325            |
| 2003 | Findet Nemo (Finding Nemo)                                                                                      | Buena Vista          |                          | 339.714.978            |
| 2003 | Fluch der Karibik (Pirates of the Caribbean: The Curse of the Black Pearl)                                      | Buena Vista          |                          | 305.413.918            |
| 2003 | Matrix Reloaded (The Matrix Reloaded)                                                                           | Warner Bros.         |                          | 281.576.461            |
| 2003 | Bruce Allmächtig (Bruce Almighty)                                                                               | Universal            |                          | 242.829.261            |
| 2003 | X-Men 2 (X2: X-Men United)                                                                                      | 20th Century Fox     |                          | 214.949.694            |
| 2003 | Buddy – Der Weihnachtself (Elf)                                                                                 | New Line             |                          | 173.398.518            |
| 2003 | Terminator 3 – Rebellion der Maschinen (Terminator 3: Rise of the Machines)                                     | Warner Bros.         |                          | 150.371.112            |
| 2003 | Matrix Revolutions (The Matrix Revolutions)                                                                     | Warner Bros.         |                          | 139.313.948            |
| 2003 | Im Dutzend billiger (Cheaper by the Dozen)                                                                      | 20th Century Fox     |                          | 138.614.544            |
| 2004 | Shrek 2 – Der tollkühne Held kehrt zurück (Shrek 2)                                                             | DreamWorks           |                          | 441.226.247            |
| 2004 | Spider-Man 2 (Spider-Man 2)                                                                                     | Sony                 |                          | 373.585.825            |
| 2004 | Die Passion Christi (The Passion of the Christ)                                                                 | NM                   |                          | 370.274.604            |
| 2004 | Meine Frau, ihre Schwiegereltern und ich (Meet the Fockers)                                                     | Universal            |                          | 279.261.160            |
| 2004 | Die Unglaublichen – The Incredibles (The Incredibles)                                                           | Buena Vista          |                          | 261.441.092            |
| 2004 | Harry Potter und der Gefangene von Askaban (Harry Potter and the Prisoner of Azkaban)                           | Warner Bros.         |                          | 249.541.069            |
| 2004 | The Day After Tomorrow (The Day After Tomorrow)                                                                 | 20th Century Fox     |                          | 186.740.799            |
| 2004 | Die Bourne Verschwörung (The Bourne Supremacy)                                                                  | Universal            |                          | 176.241.941            |
| 2004 | Das Vermächtnis der Tempelritter (National Treasure)                                                            | Buena Vista          |                          | 173.008.894            |
| 2004 | Der Polarexpress (The Polar Express)                                                                            | Warner Bros.         |                          | 162.775.358            |
| 2005 | Star Wars: Episode III – Die Rache der Sith (Star Wars: Episode III - Revenge of the Sith)                      | 20th Century Fox     |                          | 380.270.577            |
| 2005 | Die Chroniken von Narnia: Der König von Narnia (The Chronicles of Narnia: The Lion, the Witch and the Wardrobe) | Buena Vista          |                          | 291.710.957            |
| 2005 | Harry Potter und der Feuerkelch (Harry Potter and the Goblet of Fire)                                           | Warner Bros.         |                          | 290.013.036            |
| 2005 | Krieg der Welten (War of the Worlds)                                                                            | Paramount            |                          | 234.280.354            |
| 2005 | King Kong (King Kong)                                                                                           | Universal            |                          | 218.080.025            |
| 2005 | Die Hochzeits-Crasher (Wedding Crashers)                                                                        | New Line             |                          | 209.255.921            |
| 2005 | Charlie und die Schokoladenfabrik (Charlie and the Chocolate Factory)                                           | Warner Bros.         |                          | 206.459.076            |
| 2005 | Batman Begins (Batman Begins)                                                                                   | Warner Bros.         |                          | 205.343.774            |
| 2005 | Madagascar (Madagascar)                                                                                         | DreamWorks           |                          | 193.595.521            |
| 2005 | Mr. & Mrs. Smith (Mr. & Mrs. Smith)                                                                             | 20th Century Fox     |                          | 186.336.279            |
| 2006 | Pirates of the Caribbean – Fluch der Karibik 2 (Pirates of the Caribbean: Dead Man’s Chest)                     | Buena Vista          |                          | 423.315.812            |
| 2006 | Nachts im Museum (Night at the Museum)                                                                          | 20th Century Fox     |                          | 250.863.268            |
| 2006 | Cars (Cars) | Buena Vista          |                          | 244.082.982            |
| 2006 | X-Men: Der letzte Widerstand (X-Men: The Last Stand)                                                            | 20th Century Fox     |                          | 234.362.462            |
| 2006 | The Da Vinci Code – Sakrileg (The Da Vinci Code)                                                                | Sony                 |                          | 217.536.138            |
| 2006 | Superman Returns (Superman Returns)                                                                             | Warner Bros.         |                          | 200.081.192            |
| 2006 | Happy Feet (Happy Feet)                                                                                         | Warner Bros.         |                          | 198.000.317            |
| 2006 | Ice Age 2 – Jetzt taut’s (Ice Age: The Meltdown)                                                                | 20th Century Fox     |                          | 195.330.621            |
| 2006 | James Bond 007: Casino Royale (Casino Royale)                                                                   | Sony                 |                          | 167.445.960            |
| 2006 | Das Streben nach Glück (The Pursuit of Happyness)                                                               | Sony                 |                          | 163.566.459            |
| 2007 | Spider-Man 3 (Spider-Man 3)                                                                                     | Sony                 |                          | 336.530.303            |
| 2007 | Shrek der Dritte (Shrek the Third)                                                                              | Paramount/DreamWorks |                          | 322.719.944            |
| 2007 | Transformers (Transformers)                                                                                     | Paramount/DreamWorks |                          | 319.246.193            |
| 2007 | Pirates of the Caribbean – Am Ende der Welt (Pirates of the Caribbean: At World’s End)                          | Buena Vista          |                          | 309.420.425            |
| 2007 | Harry Potter und der Orden des Phönix (Harry Potter and the Order of the Phoenix)                               | Warner Bros.         |                          | 292.004.738            |
| 2007 | I Am Legend (I Am Legend)                                                                                       | Warner Bros.         |                          | 256.393.010            |
| 2007 | Das Bourne Ultimatum (The Bourne Ultimatum)                                                                     | Universal            |                          | 227.471.070            |
| 2007 | Das Vermächtnis des geheimen Buches (National Treasure: Book of Secrets)                                        | Buena Vista          |                          | 219.964.115            |
| 2007 | Alvin und die Chipmunks (Alvin and the Chipmunks)                                                               | 20th Century Fox     |                          | 217.326.974            |
| 2007 | 300 (300) | Warner Bros.         |                          | 210.614.939            |
| 2008 | The Dark Knight (The Dark Knight)                                                                               | Warner Bros.         |                          | 533.345.358            |
| 2008 | Iron Man (Iron Man)                                                                                             | Paramount            |                          | 318.412.101            |
| 2008 | Indiana Jones und das Königreich des Kristallschädels (Indiana Jones and the Kingdom of the Crystal Skull)      | Paramount            |                          | 317.101.119            |
| 2008 | Hancock (Hancock)                                                                                               | Sony                 |                          | 227.946.274            |
| 2008 | WALL·E – Der Letzte räumt die Erde auf (WALL-E)                                                                 | Buena Vista          |                          | 223.808.164            |
| 2008 | Kung Fu Panda (Kung Fu Panda)                                                                                   | Paramount/DreamWorks |                          | 215.434.591            |
| 2008 | Twilight – Biss zum Morgengrauen (Twilight)                                                                     | Summit               |                          | 192.769.854            |
| 2008 | Madagascar 2 (Madagascar: Escape 2 Africa)                                                                      | Paramount/DreamWorks |                          | 180.010.950            |
| 2008 | James Bond 007: Ein Quantum Trost (Quantum of Solace)                                                           | Sony                 |                          | 168.368.427            |
| 2008 | Horton hört ein Hu! (Dr. Seuss’ Horton Hears a Who!)                                                            | 20th Century Fox     |                          | 154.529.439            |
| 2009 | Avatar – Aufbruch nach Pandora (Avatar)                                                                         | 20th Century Fox     |                          | 746.579.530            |
| 2009 | Transformers – Die Rache (Transformers: Revenge of the Fallen)                                                  | Paramount/DreamWorks |                          | 402.111.870            |
| 2009 | Harry Potter und der Halbblutprinz (Harry Potter and the Half-Blood Prince)                                     | Warner Bros.         |                          | 301.959.197            |
| 2009 | New Moon – Biss zur Mittagsstunde (The Twilight Saga: New Moon)                                                 | Summit               |                          | 296.623.634            |
| 2009 | Oben (Up) | Buena Vista          |                          | 293.004.164            |
| 2009 | Hangover (The Hangover)                                                                                         | Warner Bros.         |                          | 277.322.503            |
| 2009 | Star Trek | Paramount            |                          | 257.730.019            |
| 2009 | Blind Side – Die große Chance (The Blind Side)                                                                  | Warner Bros.         |                          | 255.907.512            |
| 2009 | Alvin und die Chipmunks 2 (Alvin and the Chipmunks: The Squeakquel)                                             | 20th Century Fox     |                          | 219.553.378            |
| 2009 | Sherlock Holmes                                                                                                 | Warner Bros.         |                          | 209.026.246            |
| 2010 | Toy Story 3 | Disney               |                          | 415.004.880            |
| 2010 | Alice im Wunderland (Alice in Wonderland)                                                                       | Disney               |                          | 334.191.110            |
| 2010 | Iron Man 2 | Paramount Pictures   |                          | 312.433.331            |
| 2010 | Eclipse – Biss zum Abendrot (The Twilight Saga: Eclipse)                                                        | Summit               |                          | 300.531.751            |
| 2010 | Harry Potter und die Heiligtümer des Todes – Teil 1 (Harry Potter and the Deathly Hallows: Part 1)              | Warner Bros.         |                          | 295.983.305            |
| 2010 | Inception | Warner Bros.         |                          | 292.576.195            |
| 2010 | Ich – Einfach unverbesserlich (Despicable Me)                                                                   | Universal Pictures   |                          | 251.513.985            |
| 2010 | Für immer Shrek (Shrek Forever After)                                                                           | Paramount Pictures   |                          | 238.736.787            |
| 2010 | Drachenzähmen leicht gemacht (How to Train Your Dragon)                                                         | DreamWorks SKG       |                          | 217.581.231            |
| 2010 | Rapunzel – Neu verföhnt (Tangled)                                                                               | Disney               |                          | 200.821.936            |

## 2011–2020
| Jahr | Titel | Verleih                  | Herstellungskosten (US$) | Einspielergebnis (US$) |
| ---- | --- | ------------------------ | ------------------------ | ---------------------- |
| 2011 | Harry Potter und die Heiligtümer des Todes – Teil 2 (Harry Potter and the Deathly Hallows: Part 2)                   | Warner Bros.             |                          | 381.011.219            |
| 2011 | Transformers 3 (Transformers: Dark of the Moon)                                                                      | DreamWorks               |                          | 352.390.543            |
| 2011 | Breaking Dawn – Biss zum Ende der Nacht, Teil 1 (The Twilight Saga: Breaking Dawn – Part 1)                          | Summit                   |                          | 281.287.133            |
| 2011 | Hangover 2 (The Hangover: Part II)                                                                                   | Warner Bros.             |                          | 254.464.305            |
| 2011 | Pirates of the Caribbean – Fremde Gezeiten (Pirates of the Caribbean: On Stranger Tides)                             | Disney                   |                          | 241.071.802            |
| 2011 | Fast & Furious Five (Fast Five)                                                                                      | Universal Pictures       |                          | 209.837.675            |
| 2011 | Mission: Impossible – Phantom Protokoll (Mission: Impossible – Ghost Protocol)                                       | Paramount Pictures       |                          | 209.397.903            |
| 2011 | Cars 2 | Disney                   |                          | 191.452.396            |
| 2011 | Sherlock Holmes: Spiel im Schatten (Sherlock Holmes: A Game of Shadows)                                              | Warner Bros.             |                          | 186.848.418            |
| 2011 | Thor | Paramount Pictures       |                          | 181.030.624            |
| 2012 | Marvel’s The Avengers (The Avengers)                                                                                 | Disney                   |                          | 623.357.910            |
| 2012 | The Dark Knight Rises                                                                                                | Warner Bros.             |                          | 448.139.099            |
| 2012 | Die Tribute von Panem – The Hunger Games (The Hunger Games)                                                          | Lionsgate                |                          | 408.010.692            |
| 2012 | James Bond 007: Skyfall (Skyfall)                                                                                    | MGM                      |                          | 304.360.277            |
| 2012 | Der Hobbit: Eine unerwartete Reise (The Hobbit: An Unexpected Journey)                                               | Warner Bros.             |                          | 303.003.568            |
| 2012 | Breaking Dawn – Biss zum Ende der Nacht, Teil 2 (The Twilight Saga: Breaking Dawn – Part 2)                          | Lionsgate                |                          | 292.324.737            |
| 2012 | The Amazing Spider-Man                                                                                               | Sony Pictures            |                          | 262.030.663            |
| 2012 | Merida – Legende der Highlands (Brave)                                                                               | Disney                   |                          | 237.283.207            |
| 2012 | Ted | Universal Pictures       |                          | 218.815.487            |
| 2012 | Madagascar 3: Flucht durch Europa (Madagascar 3: Europe's Most Wanted)                                               | DreamWorks               |                          | 216.391.482            |
| 2013 | Die Tribute von Panem – Catching Fire (The Hunger Games: Catching Fire)                                              | Lionsgate                |                          | 424.668.047            |
| 2013 | Iron Man 3 | Disney                   |                          | 409.013.994            |
| 2013 | Die Eiskönigin – Völlig unverfroren (Frozen)                                                                         | Disney                   |                          | 400.738.009            |
| 2013 | Ich – Einfach unverbesserlich 2 (Despicable Me 2)                                                                    | Universal Pictures       |                          | 368.065.385            |
| 2013 | Man of Steel | Warner Bros.             |                          | 291.045.518            |
| 2013 | Gravity | Warner Bros.             |                          | 274.092.705            |
| 2013 | Die Monster Uni (Monsters University)                                                                                | Disney                   |                          | 268.492.764            |
| 2013 | Der Hobbit: Smaugs Einöde (The Hobbit: The Desolation of Smaug)                                                      | Warner Bros.             |                          | 258.366.855            |
| 2013 | Fast & Furious 6 | Universal Pictures       |                          | 238.679.850            |
| 2013 | Die fantastische Welt von Oz (Oz the Great and Powerful)                                                             | Disney                   |                          | 234.911.825            |
| 2014 | American Sniper | Warner Bros.             |                          | 350.126.372            |
| 2014 | Die Tribute von Panem – Mockingjay Teil 1 (The Hunger Games – Mockingjay: Part 1)                                    | Lionsgate                |                          | 337.135.885            |
| 2014 | Guardians of the Galaxy                                                                                              | Disney                   |                          | 333.176.600            |
| 2014 | The Return of the First Avenger (Captain America: The Winter Soldier)                                                | Disney                   |                          | 259.766.572            |
| 2014 | The LEGO Movie | Warner Bros.             |                          | 257.760.692            |
| 2014 | Der Hobbit: Die Schlacht der fünf Heere (The Hobbit: The Battle of the Five Armies)                                  | Warner Bros.             |                          | 255.119.788            |
| 2014 | Transformers: Ära des Untergangs (Transformers: Age of Extinction)                                                   | Paramount Pictures       |                          | 245.439.076            |
| 2014 | Maleficent – Die dunkle Fee (Maleficent)                                                                             | Disney                   |                          | 241.410.378            |
| 2014 | X-Men: Zukunft ist Vergangenheit (X-Men: Days of Future Past)                                                        | 20th Century Fox         |                          | 233.921.534            |
| 2014 | Baymax – Riesiges Robowabohu (Big Hero 6)                                                                            | Disney                   |                          | 222.527.828            |
| 2015 | Star Wars: Das Erwachen der Macht (Star Wars: Episode VII – The Force Awakens)                                       | Disney                   |                          | 936.662.225            |
| 2015 | Jurassic World | Universal Pictures       |                          | 652.270.625            |
| 2015 | Avengers: Age of Ultron                                                                                              | Disney                   |                          | 459.005.868            |
| 2015 | Alles steht Kopf (Inside Out)                                                                                        | Disney                   |                          | 356.461.711            |
| 2015 | Fast & Furious 7 (Furious 7)                                                                                         | Universal Pictures       |                          | 353.007.020            |
| 2015 | Minions | Universal Pictures       |                          | 336.045.770            |
| 2015 | Die Tribute von Panem – Mockingjay Teil 2 (The Hunger Games – Mockingjay: Part 2)                                    | Lionsgate                |                          | 281.723.902            |
| 2015 | Der Marsianer – Rettet Mark Watney (The Martian)                                                                     | 20th Century Fox         |                          | 228.433.663            |
| 2015 | Cinderella | Disney                   |                          | 201.151.353            |
| 2015 | James Bond 007: Spectre (Spectre)                                                                                    | MGM                      |                          | 200.074.609            |
| 2016 | Rogue One: A Star Wars Story                                                                                         | Disney                   |                          | 532.177.324            |
| 2016 | Findet Dorie (Finding Dory)                                                                                          | Disney                   |                          | 486.295.561            |
| 2016 | The First Avenger: Civil War (Captain America: Civil War)                                                            | Disney                   |                          | 408.084.349            |
| 2016 | Pets (The Secret Life of Pets)                                                                                       | Universal Pictures       |                          | 368.384.330            |
| 2016 | The Jungle Book | Disney                   |                          | 364.001.123            |
| 2016 | Deadpool | Disney                   |                          | 363.070.709            |
| 2016 | Zoomania (Zootopia)                                                                                                  | Disney                   |                          | 341.268.248            |
| 2016 | Batman v Superman: Dawn of Justice                                                                                   | Warner Bros.             |                          | 330.360.194            |
| 2016 | Suicide Squad | Warner Bros.             |                          | 325.100.054            |
| 2016 | Sing | Universal Pictures       |                          | 270.395.425            |
| 2017 | Star Wars: Die letzten Jedi (Star Wars: Episode VIII – The Last Jedi)                                                | Disney                   |                          | 620.181.382            |
| 2017 | Die Schöne und das Biest (Beauty and the Beast)                                                                      | Disney                   |                          | 504.014.165            |
| 2017 | Wonder Woman | Warner Bros.             |                          | 412.563.408            |
| 2017 | Jumanji: Willkommen im Dschungel (Jumanji: Welcome to the Jungle)                                                    | Sony Pictures            |                          | 404.515.480            |
| 2017 | Guardians of the Galaxy Vol. 2                                                                                       | Disney                   |                          | 389.813.101            |
| 2017 | Spider-Man: Homecoming                                                                                               | Sony Pictures            |                          | 334.201.140            |
| 2017 | Es (It) | Warner Bros.             |                          | 327.481.748            |
| 2017 | Thor: Tag der Entscheidung (Thor: Rangnarok)                                                                         | Disney                   |                          | 315.058.289            |
| 2017 | Ich – Einfach unverbesserlich 3 (Despicable Me 3)                                                                    | Universal Pictures       |                          | 264.624.300            |
| 2017 | Justice League | Warner Bros.             |                          | 229.024.295            |
| 2018 | Black Panther | Disney                   |                          | 700.059.566            |
| 2018 | Avengers: Infinity War                                                                                               | Disney                   |                          | 678.815.482            |
| 2018 | Die Unglaublichen 2 (The Incredibles 2)                                                                              | Disney                   |                          | 608.581.744            |
| 2018 | Jurassic World: Das gefallene Königreich (Jurassic World: Fallen Kingdom)                                            | Warner Bros.             |                          | 417.719.760            |
| 2018 | Aquaman | Warner Bros.             |                          | 335.061.807            |
| 2018 | Deadpool 2 | 20th Century Fox         |                          | 318.491.426            |
| 2018 | Der Grinch (The Grinch)                                                                                              | Universal Pictures       |                          | 270.620.950            |
| 2018 | Mission: Impossible – Fallout                                                                                        | Paramount                |                          | 220.159.104            |
| 2018 | Ant-Man and the Wasp                                                                                                 | Disney                   |                          | 216.648.740            |
| 2018 | Bohemian Rhapsody | Disney                   |                          | 216.428.042            |
| 2019 | Avengers: Endgame | Disney                   |                          | 858.373.000            |
| 2019 | Der König der Löwen (The Lion King)                                                                                  | Disney                   |                          | 543.638.043            |
| 2019 | Star Wars: Der Aufstieg Skywalkers (Star Wars: Episode IX – The Rise of Skywalker)                                   | Disney                   |                          | 515.202.542            |
| 2019 | Die Eiskönigin II (Frozen II)                                                                                        | Disney                   |                          | 477.373.578            |
| 2019 | A Toy Story: Alles hört auf kein Kommando (Toy Story 4)                                                              | Disney                   |                          | 434.038.008            |
| 2019 | Captain Marvel | Disney                   |                          | 426.829.839            |
| 2019 | Spider-Man: Far From Home                                                                                            | Sony Pictures            |                          | 390.532.085            |
| 2019 | Aladdin | Disney                   |                          | 355.559.216            |
| 2019 | Joker | Warner Bros.             |                          | 335.451.311            |
| 2019 | Jumanji: The Next Level                                                                                              | Sony Pictures            |                          | 320.314.960            |
| 2020 | Bad Boys for Life | Sony Pictures            |                          | 206.305.244            |
| 2020 | Sonic the Hedgehog                                                                                                   | Paramount Pictures       |                          | 148.974.665            |
| 2020 | Birds of Prey: The Emancipation of Harley Quinn (Birds of Prey and the Fantabulous Emancipation of One Harley Quinn) | Warner Bros.             |                          | 084.158.461            |
| 2020 | Die fantastische Reise des Dr. Dolittle (Dolittle)                                                                   | Universal Pictures       |                          | 077.047.065            |
| 2020 | Der Unsichtbare (The Invisible Man)                                                                                  | Universal Pictures       |                          | 070.410.000            |
| 2020 | Ruf der Wildnis (The Call of the Wild)                                                                               | 20th Century Fox         |                          | 062.342.368            |
| 2020 | Onward: Keine halben Sachen (Onward)                                                                                 | Disney                   |                          | 061.555.145            |
| 2020 | Die Croods – Alles auf Anfang (The Croods: A New Age)                                                                | Universal Pictures       |                          | 058.568.815            |
| 2020 | Tenet | Warner Bros.             |                          | 058.504.105            |
| 2020 | Demon Slayer: Kimetsu no Yaiba – The Movie: Mugen Train (鬼滅の刃 無限列車編)                                        | FUNimation Entertainment |                          | 049.505.008            |

## 2021–2030
| Jahr | Titel                                                                   | Verleih              | Herstellungskosten (US$) | Einspielergebnis (US$) |
| ---- | ----------------------------------------------------------------------- | -------------------- | ------------------------ | ---------------------- |
| 2021 | Spider-Man: No Way Home                                                 | Disney               | 200.000.000              | 804.793.477            |
| 2021 | Shang-Chi and the Legend of the Ten Rings                               | Disney               | 200.000.000              | 224.543.292            |
| 2021 | Venom: Let There Be Carnage                                             | Sony Pictures        | 110.000.000              | 213.550.366            |
| 2021 | Black Widow                                                             | Disney               | 200.000.000              | 183.651.655            |
| 2021 | Fast & Furious 9 (F9)                                                   | Universal Pictures   | 200.000.000              | 173.005.945            |
| 2021 | Eternals                                                                | Disney               | 200.000.000              | 164.870.234            |
| 2021 | Sing – Die Show deines Lebens (Sing 2)                                  | Universal Pictures   | 85.000.000               | 162.790.990            |
| 2021 | James Bond 007: Keine Zeit zu sterben (No Time to Die)                  | MGM                  | 314.000.000              | 160.891.007            |
| 2021 | A Quiet Place 2 (A Quiet Place: Part II)                                | Paramount Pictures   | 17.000.000               | 160.072.261            |
| 2021 | Ghostbusters: Legacy (Ghostbusters: Afterlife)                          | Sony Pictures        | 75.000.000               | 129.360.575            |
| 2022 | Top Gun: Maverick                                                       | Paramount Pictures   | 170.000.000              | 718.732.821            |
| 2022 | Avatar: The Way of Water                                                | 20th Century Studios | 400.000.000              | 683.964.008            |
| 2022 | Black Panther: Wakanda Forever                                          | Disney               | 250.000.000              | 453.829.060            |
| 2022 | Doctor Strange in the Multiverse of Madness                             | Disney               | 200.000.000              | 411.331.607            |
| 2022 | Jurassic World: Ein neues Zeitalter (Jurassic World: Dominion)          | Warner Bros.         | 185.000.000              | 376.851.080            |
| 2022 | Minions – Auf der Suche nach dem Mini-Boss (Minions: The Rise of Gru)   | Universal Pictures   | 80.000.000               | 369.695.210            |
| 2022 | The Batman                                                              | Warner Bros.         | 200.000.000              | 369.345.583            |
| 2022 | Thor: Love and Thunder                                                  | Disney               | 250.000.000              | 343.256.830            |
| 2022 | Sonic the Hedgehog 2                                                    | Paramount Pictures   | 100.000.000              | 190.872.904            |
| 2022 | Der gestiefelte Kater: Der letzte Wunsch (Puss in Boots: The Last Wish) | Universal Pictures   | 200.000.000              | 185.535.345            |
| 2023 | Barbie                                                                  | Warner Bros.         | 150.000.000              | 636.238.421            |
| 2023 | Der Super Mario Bros. Film (The Super Mario Bros. Movie)                | Universal Pictures   | 100.000.000              | 574.934.330            |
| 2023 | Spider-Man: Across the Spider-Verse                                     | Sony Pictures        | 100.000.000              | 381.311.319            |
| 2023 | Guardians of the Galaxy Vol. 3                                          | Disney               | 250.000.000              | 358.995.815            |
| 2023 | Oppenheimer                                                             | Universal Pictures   | 100.000.000              | 330.078.895            |
| 2023 | Arielle, die Meerjungfrau (The Little Mermaid)                          | Disney               | 250.000.000              | 298.172.056            |
| 2023 | Wonka                                                                   | Warner Bros.         | 125.000.000              | 218.402.312            |
| 2023 | Ant-Man and the Wasp: Quantumania                                       | Disney               | 200.000.000              | 214.504.909            |
| 2023 | John Wick: Kapitel 4 (John Wick: Chapter 4)                             | Lionsgate            | 100.000.000              | 187.131.806            |
| 2023 | Sound of Freedom                                                        | Angel Studios        | 14.500.000               | 184.178.046            |
| 2024 | Alles steht Kopf (Inside Out 2)                                         | Disney               | 200.000.000              | 652.980.194            |
| 2024 | Deadpool & Wolverine                                                    | Disney               | 200.000.000              | 636.745.858            |
| 2024 | Wicked                                                                  | Universal Pictures   | 145.000.000              | 473.231.120            |
| 2024 | Vaiana 2 (Moana 2)                                                      | Disney               | 150.000.000              | 460.405.297            |
| 2024 | Ich – Einfach unverbesserlich 4 (Despicable Me 4)                       | Universal Pictures   | 100.000.000              | 361.004.205            |
| 2024 | Beetlejuice Beetlejuice                                                 | Warner Bros.         | 100.000.000              | 294.100.435            |
| 2024 | Dune: Part Two                                                          | Warner Bros.         | 190.000.000              | 282.144.358            |
| 2024 | Twisters                                                                | Universal Pictures   | 155.000.000              | 267.762.265            |
| 2024 | Mufasa: Der König der Löwen (Mufasa: The Lion King)                     | Disney               | 200.000.000              | 254.567.693            |
| 2024 | Sonic the Hedgehog 3                                                    | Paramount Pictures   | 122.000.000              | 236.115.100            |

## Datenquellen
- Daniel Garris’ Box Office Report Kinomieten 1945–1989
- Box Office Mojo Gesamteinnahmen seit 1980
- Top 5 Box Office Hits, 1939 to 1988 Kinomieten und Gesamteinnahmen 1939‒1988 (5 Filme pro Jahrgang)
- All-Time USA Top Box Office Leaders Liste der Filme mit den höchsten Gesamteinnahmen seit 1920 (1 Film pro Jahrgang, keine Zahlen)